# Aneksja Krymu przez Rosję

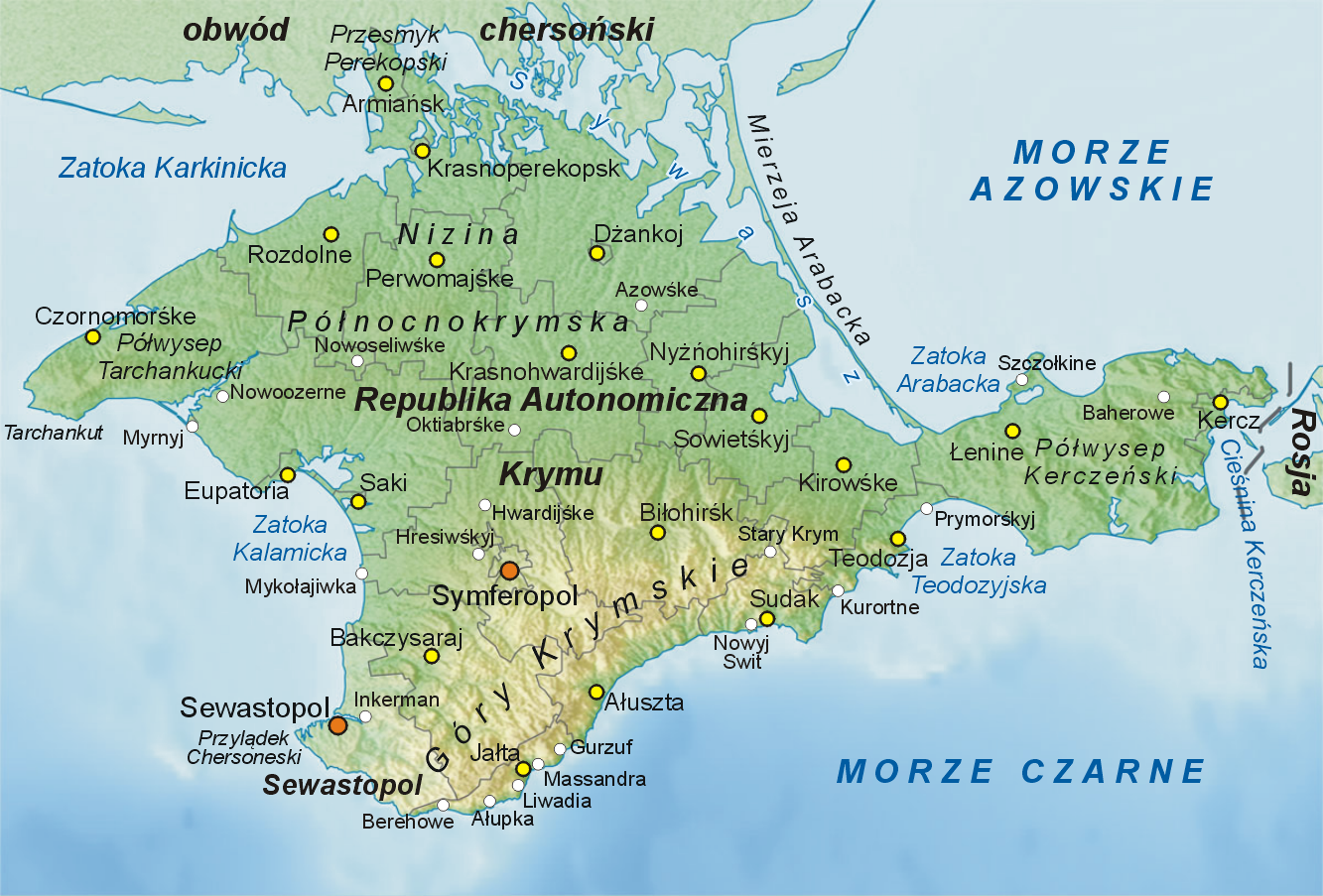
Mapa Półwyspu Krymskiego z zaznaczoną Republiką Autonomiczną Krymu i miastem wydzielonym Sewastopolem

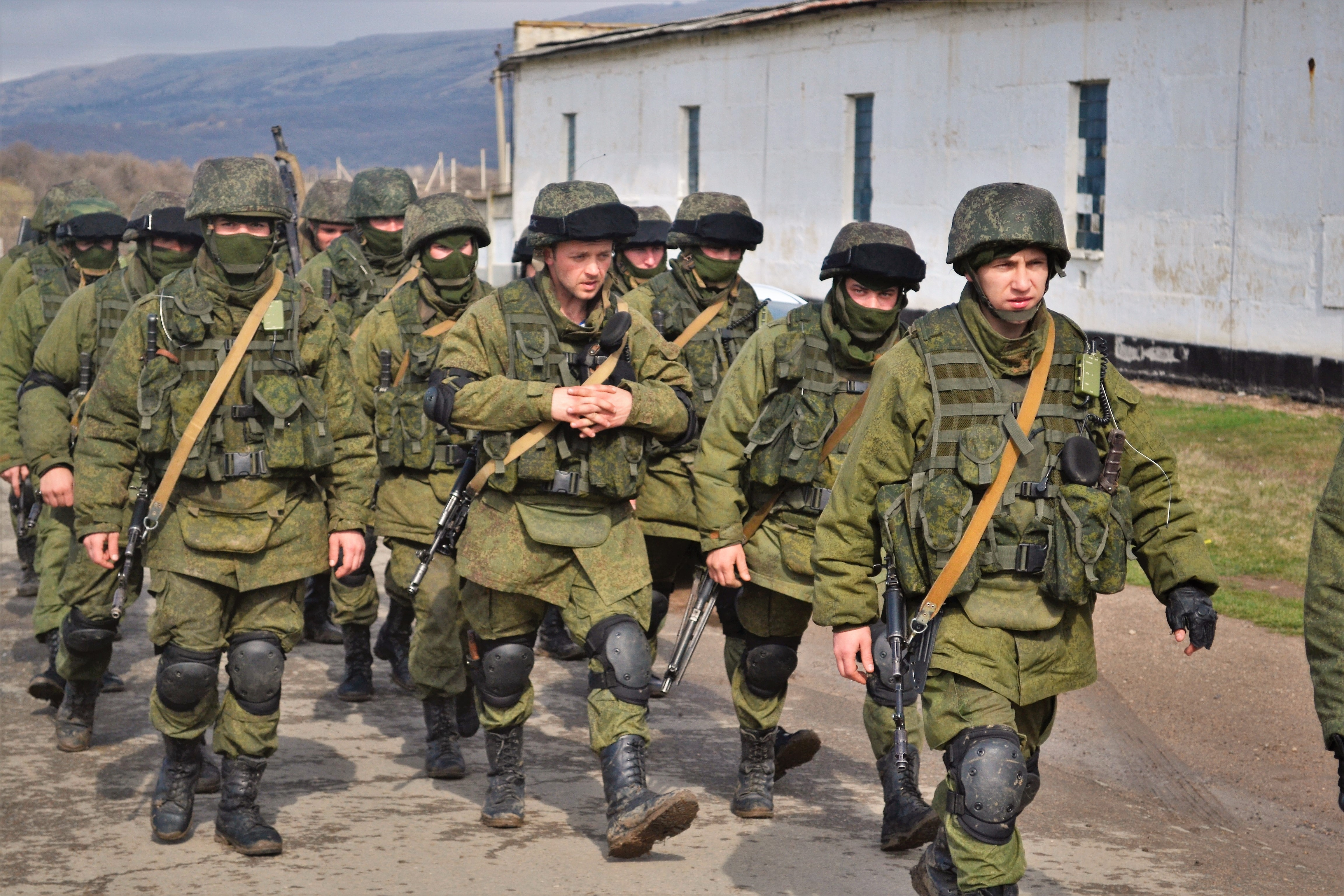
Rosyjscy żołnierze bez dystynkcji (tzw. zielone ludziki) przy ukraińskiej bazie wojskowej w Perewalne (9 marca 2014)

Aneksja Krymu przez Rosję – nielegalne przyłączenie przez Federację Rosyjską terytorium Ukrainy (Autonomicznej Republiki Krymu oraz miasta wydzielonego Sewastopol, położonych na Półwyspie Krymskim) w drodze użycia siły zbrojnej w 2014 roku.

## Tło konfliktu
Po długotrwałych wojnach z Turcją i Tatarami Chanat Krymski został w 1783 roku zdobyty przez Imperium Rosyjskie, a jego terytorium bezpośrednio wcielone do państwa rosyjskiego. Ludność krymsko-tatarska do lat 60. XIX wieku wyraźnie przeważająca (87% w 1795 roku, 50% w 1864 roku) stopniowo traciła swoją dominującą pozycję na skutek emigracji Tatarów do Turcji, intensywnego osadnictwa rosyjskiego i w mniejszym stopniu ukraińskiego. Emigracja ludności tatarskiej wynikała w znacznej mierze z niezadowolenia z władz (zaprowadzenia nowego, nieznanego ustroju, utraty dotychczasowej pozycji społecznej i wojen z muzułmańską Turcją). Ludność rosyjska zdominowała rozwijające się miasta. W 1897 roku Tatarzy (35,5%) przeważali jeszcze nad ludnością rosyjską (33,1%) i ukraińską (11,8%). Od początku XX wieku Rosjanie stanowili najliczniejszą grupę etniczną półwyspu.
W ramach Imperium Rosyjskiego Półwysep Krymski wchodził w skład guberni rosyjskich utworzonych na ziemiach zdobytych w wojnach z Turcją, czyli tzw. Noworosji. W różnych okresach przynależał do guberni noworosyjskiej, taurydzkiej i generał-gubernatorstwa noworosyjskiego. Nie bacząc na tę tradycję, władze radzieckie w 1921 r. przyłączyły większość ziem Noworosji do Ukraińskiej Socjalistycznej Republiki Radzieckiej, pozostawiając w ramach Rosyjskiej Federacyjnej Socjalistycznej Republiki Radzieckiej wyłącznie sam półwysep z dominującą ludnością rosyjską i tworząc na terytorium półwyspu Krymską Autonomiczną Socjalistyczną Republikę Radziecką. W trakcie II wojny światowej na polecenie Józefa Stalina deportowano w 1941 roku z półwyspu większość Niemców (5% ludności) w obawie przed ich współpracą z wojskami hitlerowskimi. W 1944 r. deportowano również większość Tatarów posądzonych o kolaborację z III Rzeszą, również deportowano ludność narodowości greckiej, włoskiej, ormiańskiej oraz bułgarskiej. Wysiedlenia objęły ok. 25% całej ludności Półwyspu Krymskiego i ok. 50% ludności nierosyjskiej. W 1946 r. władze RFSRR zlikwidowały KASRR, przekształcając ją w obwód krymski w składzie Rosyjskiej Federacyjnej Socjalistycznej Republiki Radzieckiej. Od kiedy w 1989 umożliwiono Tatarom powrót na Krym, ludność tatarska zaczęła stopniowo powracać, wpływając na zmniejszenie odsetka ludności rosyjskiej do 60,4% w 2001 r.
1. Rosjanie (58,0%)
2. Ukraińcy (24,0%)
3. Tatarzy (12,0%)
4. Inni (6,00%)

W lutym 1954 r. Krym został decyzją Nikity Chruszczowa przyłączony do Ukraińskiej Socjalistycznej Republiki Radzieckiej. Jeszcze w ramach ZSRR Krym uzyskał ponownie status republiki autonomicznej w 1991 roku. Po uzyskaniu suwerenności przez państwo ukraińskie, prorosyjskie władze Krymu ogłosiły w 1992 roku niezawisłość od Ukrainy na podstawie wyników referendum niepodległościowego, jednak na skutek nacisków Kijowa półwysep nadal pozostawał w granicach państwa ukraińskiego. Władze ukraińskie zgodziły się w 1992 roku na autonomię półwyspu, funkcjonującego od tej pory jako Autonomiczna Republika Krymu.
Krym składa się z Autonomicznej Republiki Krymu i miasta wydzielonego Sewastopol. Według spisu powszechnego na Ukrainie z 2001 pierwszy podmiot zamieszkiwało 58,5% Rosjan, 24,4% Ukraińców, 12,1% Tatarów krymskich i 1,5% Białorusinów, a w Sewastopolu Rosjanie stanowili 71,6% populacji, Ukraińcy zaś 22,4%, Białorusini 1,6%. Łącznie Krym zamieszkiwało 60,4% Rosjan. Na półwyspie dominuje język rosyjski.
Według ankiety z czerwca 2013, przeprowadzonej przez kijowskie Centrum im. Razumkowa, tylko 31% mieszkańców Krymu opowiadało się za niezależnością od Ukrainy, 36% zaś było jej przeciwne. W skład drugiej grupy wchodzili głównie Rosjanie. Mniejszości ukraińska i tatarska z kolei w większej mierze odczuwały silniejsze związki z Ukrainą i były przeciwne separatyzmowi Krymu.
Specyficzny status Krymu związany jest także z obecnością na tym terenie rosyjskiej Floty Czarnomorskiej, która ma w Sewastopolu bazę. Reguluje to umowa międzypaństwowa między Ukrainą a Rosją, która wpierw miała obowiązywać do 2017, kiedy jednak Wiktor Janukowycz został prezydentem Ukrainy, na podstawie tak zwanej umowy charkowskiej, stacjonowanie wojsk rosyjskich przedłużono do 2042 w zamian za obniżenie cen gazu przez Rosję.
Respektowanie przez Rosję integralności terytorialnej Ukrainy, gwarantuje podpisane w grudniu 1994 w Budapeszcie przez Rosję, USA, Wielką Brytanię i Ukrainę porozumienie zwane Memorandum budapeszteńskim.

## Przebieg wydarzeń

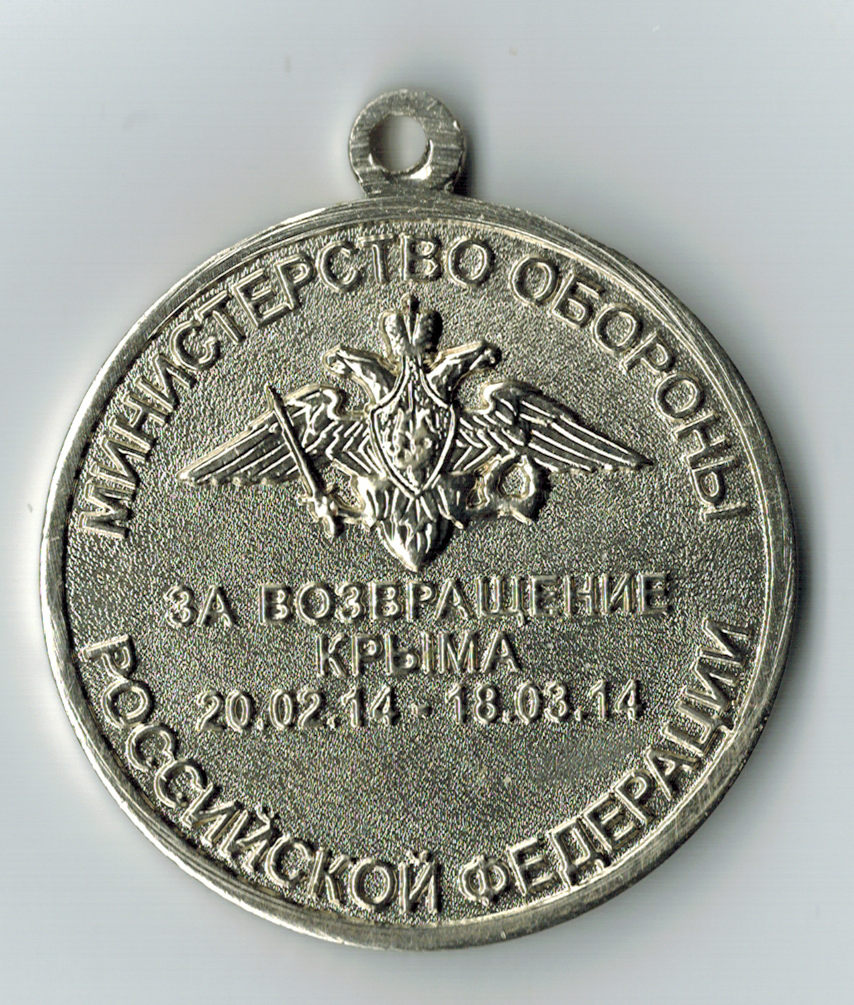
Medal Ministerstwa Obrony Federacji Rosyjskiej „Za powrót Krymu”

### Luty 2014
23 lutego 2014 została anulowana przez parlament w Kijowie ustawa językowa autorstwa deputowanego z prorosyjskiej Partii Regionów – Wadyma Kołeśniczenki, która faworyzowała język rosyjski. Ustawa dawała przywileje językom mniejszości narodowych w regionach Ukrainy, gdzie liczba obywateli danej mniejszości narodowej przekraczała 10%, jednak była korzystna przede wszystkim dla etnicznych Rosjan. Kołeśniczenko stwierdził, że Sewastopol, który był jego okręgiem wyborczym, „będzie się zbroił i bronił przed faszystami” (jak nazwał władze Ukrainy). Po upadku Wiktora Janukowycza, na Krym powrócili żołnierze jednostki specjalnej Berkut. Według informacji Służby Bezpieczeństwa Ukrainy znaczna część tych żołnierzy jest podejrzana o morderstwa i otwarcie ognia do demonstrantów na polecenie prezydenta Janukowycza i jego rosyjskich doradców. Podczas powitania powracających żołnierzy Berkutu 23 lutego odbyły się demonstracje w Kerczu i Sewastopolu. W obydwu miastach ściągnięto flagi ukraińskie z merostw, a na ich miejsce wywieszono rosyjskie. Na wiecu w Sewastopolu lider partii Rosyjski Blok i deputowany do rady miejskiej Giennadij Basow ogłosił początek formowania się sił samoobrony. Demonstranci pobili proukraińskich demonstrantów. Demonstrujący tłum obwołał „merem” Aleksieja Czałego, który ogłosił, że przejmuje pełnię władzy w mieście. Zgodnie z ukraińską konstytucją Sewastopol jest miastem o specjalnym statusie, wyłączonym z autonomii, podlegającym władzom centralnym Ukrainy, tak więc wybór Czałego na mera był nielegalny.
Do protestów na Krymie przeciw Euromajdanowi dochodziło jeszcze przed obaleniem Janukowycza. 25 lutego w Symferopolu odbyła się demonstracja, której uczestnicy domagali się zwołania nadzwyczajnej sesji Rady Najwyższej Republiki Autonomicznej Krymu i rozpisania referendum w sprawie niepodległości, a przewodniczący parlamentu krymskiego Władimir Konstantinow powiedział, że nie uznaje prawa stanowionego przez Radę Najwyższą w Kijowie.
Stacjonująca w Sewastopolu rosyjska Flota Czarnomorska została postawiona w stan podwyższonej gotowości bojowej. Dowódców Floty zaniepokoił fakt powołania przez ukraińską Radę Najwyższą Arsena Awakowa na p.o. ministra spraw wewnętrznych i Wałentyna Naływajczenki na szefa Służby Bezpieczeństwa Ukrainy (SBU). Obaj w ocenie dowództwa floty mogli doprowadzić do zerwania porozumienia ukraińsko-rosyjskiego w sprawie stacjonowania wojsk rosyjskich na terenie Krymu.
26 lutego 2014 do Jałty na dwóch ciężarówkach przyjechali rosyjscy żołnierze. Przyjazd został sfilmowany przez lokalnych dziennikarzy, a film został umieszczony w internecie. Dziennikarze telewizji TSN dowiedzieli się, że rosyjscy żołnierze przyjechali tam „na wszelki wypadek”. Na ulicach Symferopola pojawił się rosyjski transporter opancerzony. Przed budynkiem krymskiego parlamentu w Symferopolu doszło do dwóch demonstracji – zwolenników i przeciwników tendencji separatystycznych i przyłączenia Krymu do Rosji. W demonstracji manifestującej jedność Krymu z Ukrainą i występującą przeciwko przejawom separatyzmu na półwyspie uczestniczyło kilka tysięcy Tatarów krymskich i innych mniejszości narodowych. Skandowano: „Krym to Ukraina, Krym to nie Rosja” i znane z Majdanu hasła „Precz z bandą” i „Sława Ukrainie”. Jako że parlament Republiki Autonomicznej Krymu zdominowany był przez prorosyjską Partię Regionów, mniejszości narodowe na Krymie obawiały się, że krymski parlament zdecyduje się na oderwanie od Ukrainy. Druga demonstracja manifestowała wolę przyłączenia Krymu do Rosji, demonstranci posiadali transparenty z napisami „Krym jest rosyjski” i „Jesteśmy Rosjanami”.
W nocy z 26 na 27 lutego rosyjscy żołnierze bez dystynkcji (tzw. zielone ludziki) uzbrojeni w karabiny szturmowe i granatniki przeciwpancerne zajęli budynki parlamentu i rządu Republiki Autonomicznej Krymu w Symferopolu, po czym wywiesili na nich rosyjskie flagi. Napastnicy byli żołnierzami rosyjskich sił specjalnych, a rok później Władimir Putin wydał dekret o ustanowieniu 27 lutego świętem „sił operacji specjalnych” w Rosji. Zielone ludziki określali się jako „przedstawiciele samoobrony rosyjskojęzycznych obywateli Krymu”. Kilka godzin później Siergiej Aksionow (lider partii „Rosyjska Jedność”) w porozumieniu z napastnikami zaczął gromadzić kworum izby, po czym został ogłoszony „premierem” Republiki Autonomicznej Krymu. W czasie „nominacji” Aksionowa Rada Najwyższa Republiki Autonomicznej Krymu była wciąż zajęta przez rosyjskich żołnierzy. Decyzji tej nie uznano w Kijowie, gdyż premier nie został powołany w porozumieniu z prezydentem Ukrainy – zgodnie z ukraińską konstytucją. Po tej decyzji pełniący obowiązki prezydenta Ukrainy Ołeksandr Turczynow, wyznaczył Serhija Kunicyna na stanowisko stałego przedstawiciela szefa państwa ukraińskiego w Republice Autonomicznej Krymu. Aksionow i przewodniczący krymskiego parlamentu Konstantinow oświadczyli, że prawowitym prezydentem Ukrainy jest nadal Wiktor Janukowycz. Aksionow został powołany bez konsultacji z władzami kraju, w związku z czym jego wybór był złamaniem prawa. Władze ukraińskie uznały to za akt terrorystyczny i postawiły w stan gotowości milicję i wojska wewnętrzne MSW Ukrainy. Deputowani rozpoczęli sesję, na której mieli zdecydować o referendum na Krymie. Wśród 64 zgromadzonych na sali deputowanych 61 zagłosowało za przeprowadzeniem referendum w dniu 25 maja 2014. Ustalono pytanie referendalne: „Republika Autonomiczna Krymu posiada niezależność państwową i wchodzi w skład Ukrainy na podstawie umów i porozumień – tak lub nie”. Decyzja o rozpisaniu referendum nie została uznana przez władze państwowe Ukrainy i ukraińską komisję wyborczą, która stwierdziła, że nie ma żadnych prawnych podstaw do przeprowadzenia takiego referendum. Następnie datę plebiscytu przeniesiono na 30 marca tego samego roku. Zgodnie z konstytucją Ukrainy lokalny krymski parlament ma prawo ogłaszać referendum tylko w sprawach lokalnych, a do takiej nie należy referendum o autonomii, a więc uchwała o referendum była nielegalna.
28 lutego rosyjscy żołnierze opanowali wojskowe lotnisko Belbek w Sewastopolu. Szef ukraińskiego MSW Arsen Awakow stwierdził, że jest to zbrojna interwencja i okupacja. Wcześniej, nad ranem, grupa uzbrojonych rosyjskich żołnierzy bez znaków rozpoznawczych na mundurach, opanowała port lotniczy Symferopol. Tego samego dnia na Krymie zauważono rosyjskie śmigłowce wojskowe. Rosyjscy żołnierze opanowali pas startowy lotniska Belbek, blokując możliwość jego wykorzystania. Rosyjscy marynarze otoczyli ukraiński posterunek graniczny koło Sewastopola. W reakcji władze Ukrainy wystosowały notę dyplomatyczną do Rosji i wysłały na Krym byłego ministra spraw zagranicznych Petra Poroszenkę, jako oficjalnego przedstawiciela Rady Najwyższej Ukrainy. MSZ Federacji Rosyjskiej zapowiedział, że rosyjski konsulat w Symferopolu na Krymie będzie wydawał paszporty byłym funkcjonariuszom jednostki specjalnej Berkut. Władze w Moskwie zapowiedziały, że „będą bronić swoich obywateli, a jednocześnie nie mają zamiaru używać siły”. Wieczorem Sky News poinformował, że w bazie niedaleko Sewastopola na Krymie wylądowało 13 rosyjskich samolotów, na pokładzie każdego z nich było po 150 osób (w sumie 1950 osób).
Pełniący obowiązki prezydenta Ukrainy Ołeksandr Turczynow oskarżył Rosję o agresję i zażądał od prezydenta Władimira Putina zaprzestania prowokacji na Krymie. Oświadczył także, że Rosja wobec Ukrainy realizuje taki sam scenariusz, jak przed militarnym konfliktem z Gruzją w 2008. Ołeksandr Turczynow wygłosił orędzie do narodu w którym oświadczył, że Rosja próbuje zaanektować terytorium Ukrainy:
Pod pretekstami ćwiczeń wojskowych Rosja wprowadziła wojska do Autonomicznej Republiki Krymu. Nie tylko zajęto Parlament Krymu, Gabinet Ministrów: próbują przejmować kontrolę nad obiektami cywilnymi, szlakami komunikacyjnymi, próbują blokować miejsca rozmieszczenia wojsk ukraińskich.
Wieczorem ambasador USA przy ONZ Samantha Power wezwała Rosję do wycofania się z Krymu oraz podjęcia pilnych mediacji międzynarodowych.

### Marzec 2014
1 marca 2014 samozwańczy „premier” Republiki Autonomicznej Krymu, Siergiej Aksionow, zwrócił się z prośbą do rosyjskiego prezydenta Władimira Putina o „zapewnienie spokoju i bezpieczeństwa mieszkańcom Krymu”. Poinformował także, że władze autonomii przejmują całkowitą kontrolę m.in. nad siłami milicyjnymi i strażą graniczną znajdującą się na Krymie. Tuż po tym Kreml poinformował, że nie zignoruje prośby premiera Aksionowa, a „Rosja zapewni pokój i porządek na Krymie”. Z kolei p.o. ministra obrony Ukrainy poinformował, że w ostatnim czasie na Krym trafiło 6 tys. rosyjskich żołnierzy oraz 8 wojskowych samolotów transportowych Ił-76, 10 śmigłowców Mi-8 i Mi-24 oraz około 30 transporterów opancerzonych BTR-80. Przed południem około 30 z rosyjskich żołnierzy pojawiło się przed budynkiem Rady Najwyższej Republiki Autonomicznej Krymu. Później Aksionow przyznał, że to żołnierze rosyjskiej Floty Czarnomorskiej „chronią wiele ważnych budynków na Krymie i działają we współpracy z władzami Republiki Autonomicznej Krymu”. Ze względu na rosnącą liczbę rosyjskich żołnierzy na Krymie i zajmowanie przez nich kolejnych obiektów na półwyspie, premier Ukrainy Arsenij Jaceniuk oświadczył że: „Jeśli rząd Rosji niezwłocznie nie wycofa wojsk w miejsca stałej dyslokacji, odpowiedzialność za eskalację (kryzysu) będzie spoczywać na Federacji Rosyjskiej”. Mimo tego, rosyjskie wojska zajęły drugie lotnisko wojskowe na Krymie, znajdujące się na wschodzie półwyspu w miejscowości Kirowskoje. Przemieszczanie się rosyjskich wojsk na Krymie doprowadziło do postawienia Ukraińskiej Straży Granicznej w stan gotowości i wypłynięcia jej jednostek w morze z wielu krymskich portów. W południe Rada Dumy Państwowej Federacji Rosyjskiej zwróciła się do prezydenta Federacji Rosyjskiej o podjęcie działań mających na celu „ustabilizowanie sytuacji na Krymie”. Z kolei przewodnicząca Rady Federacji Walentina Matwijenko uznała, że zasadne jest wysłanie kontyngentu wojskowego na Krym. Po tym oświadczeniu Władimir Putin zażądał od Rady Federacji zgody na wysłanie wojsk na Ukrainę. Wniosek argumentowano „nadzwyczajną sytuacją w tym kraju, zagrożeniem życia obywateli Federacji Rosyjskiej i członków sił zbrojnych Federacji Rosyjskiej w Republice Autonomicznej Krymu”. Tego samego dnia, rosyjski konsulat na Krymie zaczął wydawać paszporty funkcjonariuszom Berkutu. W następnej kolejności mieli je otrzymywać rosyjskojęzyczni mieszkańcy półwyspu.
Po południu 1 marca 2014, najpierw Komisja Obrony i Komisja Spraw Zagranicznych Rady Federacji Rosyjskiej, a później cała Rada Federacji Rosyjskiej, jednogłośnie przyjęły wniosek prezydenta w sprawie wydania zgody na użycie rosyjskich sił zbrojnych na terytorium Ukrainy.

W związku z nadzwyczajną sytuacją, powstałą na Ukrainie, zagrożeniem życia obywateli Federacji Rosyjskiej, naszych rodaków, składu osobowego kontyngentu Sił Zbrojnych Federacji Rosyjskiej, stacjonującego zgodnie z międzynarodowym układem na terytorium Ukrainy (Autonomiczna Republika Krymu), na podstawie punktu 'g części 1. artykułu 102. Konstytucji Federacji Rosyjskiej przedkładam Radzie Federacji Zgromadzenia Federalnego Federacji Rosyjskiej wniosek o użycie Sił Zbrojnych Federacji Rosyjskiej na terytorium Ukrainy do czasu normalizacji sytuacji społeczno-politycznej w tym kraju

Działania Rosji zostały zakwalifikowane jako złamanie przez nią postanowień memorandum budapeszteńskiego, zgodnie z którym państwo to zobowiązało się gwarantować niepodległość i integralność terytorialną Ukrainy. Z tego m.in. powodu na prośbę władz Ukrainy odbyło się posiedzenie Rady Bezpieczeństwa ONZ. Wieczorem agencja Interfax-Ukrajina poinformowała, że do jednej z zatok w Sewastopolu wpłynęły dwie jednostki Floty Bałtyckiej Marynarki Wojennej Rosji „Kaliningrad” i „Mińsk”, służące do zwalczania okrętów podwodnych. Rosja naruszyła obowiązujące zasady przekraczania ukraińskiej granicy. Ponadto późnym wieczorem rosyjscy żołnierze przejęli broń z bazy wojskowej w Sudaku.
2 marca 2014 p.o. prezydenta Ukrainy Ołeksandr Turczynow ogłosił pełną mobilizację, która rozpoczęła się o godz. 9:00 EET, a także oświadczył, że przestrzeń powietrzna nad krajem zostaje zamknięta dla wszelkich maszyn niebędących samolotami cywilnymi. Tego samego dnia Władimir Konstantinow, przewodniczący parlamentu krymskiego. Oświadczył, że Kijów od tego momentu nie posiadał już żadnej władzy nad Krymem, a „podczas referendum na Krymie ma być rozpatrywana kwestia zmiany statusu regionu z autonomicznego na państwowy”.
Tymczasem wojska rosyjskie na Krymie stopniowo zajmowały kolejne pozycje, blokując lub przejmując ośrodki stacjonowania ukraińskich wojsk, które zgodnie z rozkazem z Kijowa nie wszczynały działań zbrojnych. Rosyjscy żołnierze opanowali ukraiński dywizjon obrony przeciwlotniczej w Sewastopolu oraz zablokowali bazę ukraińskiego wojska w miejscowości Perewalne. Z kolei Ukraińska Straż Wybrzeża poinformowała, że wycofała swoje okręty z baz na Krymie i skierowała je do innych baz nad Morzem Czarnym, informację tę zdementowało jednak ukraińskie ministerstwo obrony. Po południu około tysiąca krymskich Tatarów utworzyło żywy łańcuch oddzielający batalion ukraińskiej piechoty morskiej w Kerczu od otaczających tę jednostkę oddziałów rosyjskich, by nie dopuścić do prowokacji i starć. Wieczorem tego samego dnia, dowódca marynarki ukraińskiej, kontradmirał Denis Berezowski, został odwołany przez p.o. ministra obrony Ukrainy. Powodem dymisji kontradmirała, który objął swoją funkcję zaledwie dzień wcześniej, był fakt, że przysiągł on wierność „narodowi krymskiemu” podczas konferencji zorganizowanej wraz z Siergiejem Aksionowem – premierem Republiki Autonomicznej Krymu. W związku z decyzją Bieriezowskiego prokurator generalny Ukrainy ogłosił śledztwo w sprawie zdrady stanu przez kontradmirała. Nowym dowódcą ukraińskiej floty został kontradmirał Serhij Hajduk.
Tego samego dnia władze Sewastopola wystąpiły do władz krymskich o włączenie miasta w skład Republiki Autonomicznej Krymu.
2 marca 2014 Władimir Putin zgodził się z propozycją Angeli Merkel, by powołać inspektorów, którzy stworzą „grupę kontaktową”, badającą kryzys na Krymie. Inspektorzy mogliby działać w ramach mandatu OBWE. Według rzecznika Merkel, który podał tę informację, owa misja miałaby zagwarantować rozpoczęcie dialogu między Moskwą i Kijowem. Ponadto z rozmowy wynikało, że Putin uważał, iż na Krymie istniało zagrożenie użycia przemocy przez ultranacjonalistów. Działania Rosji na Krymie potępiły m.in. NATO oraz G7. 3 marca 2014 minister spraw zagranicznych Wielkiej Brytanii William Hague stwierdził, że interwencja na Krymie to największy kryzys w Europie w XXI wieku. Dodał też, że Rosja de facto przejęła kontrolę operacyjną nad Krymem.
W nocy z 2 na 3 marca 2014 wojsko rosyjskie zajęło jednostkę wojskową nr 2382 w Bałakławie.  Rano ukraińska straż graniczna stwierdziła, że Rosja zablokowała połączenia telefonii komórkowej w niektórych miejscach na Krymie. Żołnierze rosyjscy zablokowali także Sztab floty wojennej Ukrainy w Sewastopolu po tym, jak marynarze odmówili przejścia na stronę władz Krymu. Po południu rosyjskie samoloty wojskowe dwukrotnie naruszyły ukraińską przestrzeń powietrzną nad Morzem Czarnym. Ponadto, jak podało Radio Swoboda, nowe władze krymskie rozpoczęły uciszanie lokalnych mediów, m.in. Telewizji Czarnomorskiej, będącej największym nadawcą na półwyspie. Wówczas nadawała jedynie prorosyjska Telewizja Krym. Pełniący obowiązki prezydenta Ukrainy Ołeksandr Turczynow poinformował, że rosyjska Flota Czarnomorska zablokowała okręty ukraińskiej marynarki wojennej w zatokach w pobliżu Sewastopola oraz przyznał, że liczebność rosyjskiego wojska na Krymie systematycznie wzrasta. Później tego samego dnia, pełniący obowiązki ministra obrony narodowej Ukrainy Ihor Teniuch sprecyzował, że liczebność wojsk rosyjskich na Półwyspie Krymskim wzrosła do 16 tysięcy, a rosyjscy żołnierze zablokowali już większość jednostek wojskowych sił zbrojnych Ukrainy stacjonujących na Krymie. Wieczorem ukraińska Straż Graniczna poinformowała o przedarciu się od strony Rosji dwóch mikrobusów i trzech ciężarówek przez punkt graniczny przeprawy promowej w ukraińskim Kerczu, nad Cieśniną Kerczeńską. W samochodach znajdowali się uzbrojeni ludzie, a całość operacji działa się pod osłoną rosyjskiej Floty Czarnomorskiej, która wcześniej zajęła Cieśninę Kerczeńską.

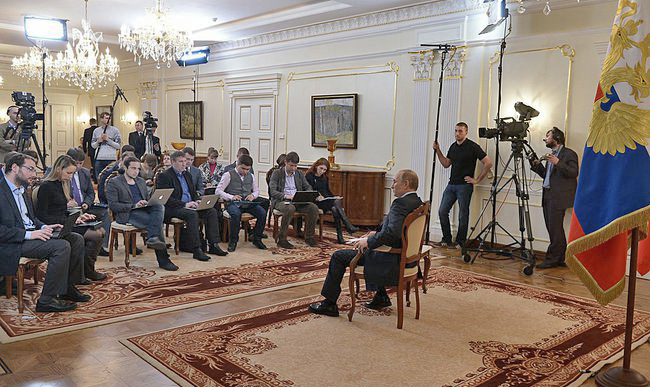
Władimir Putin odpowiada na pytania dziennikarzy podczas konferencji prasowej, 4 marca 2014

4 marca około 300 nieuzbrojonych ukraińskich żołnierzy pod dowództwem Julija Mamczura próbowało dostać się do swojej bazy powietrznej Belbek, która została zajęta przez żołnierzy rosyjskich 28 lutego. Rosjanie oddali kilka strzałów ostrzegawczych, aby zaprzestali dalszego marszu do bazy. W wyniku negocjacji uniknięto rozlewu krwi i zapewniono ograniczonej liczbie ukraińskich wojskowych dostęp do infrastruktury bazy. Minister obrony Ukrainy Ihor Teniuch poinformował, że liczba żołnierzy rosyjskich na Krymie wynosiła 16 tysięcy. Prezydent Rosji Władimir Putin na konferencji prasowej stwierdził, że na razie nie ma konieczności wprowadzenia wojsk z Rosji na Krym, lecz istnieje taka możliwość. Powiedział również, że władzę na Krymie przejęły lokalne siły samoobrony, a nie żołnierze rosyjscy. W godzinach popołudniowych ukraińska straż graniczna podała, że okręty rosyjskiej marynarki wojennej zablokowały Cieśninę Kerczeńską. Następnie rosyjscy żołnierze z sił specjalnych wdarli się na terytorium ukraińskiego pułku rakietowego pod Eupatorią. Wieczorem Ministerstwo Obrony Ukrainy podało, że uzbrojeni ludzie na łodzi próbowali dokonać abordażu okrętu „Sławutycz”, jednak marynarze odparli atak, a następnie sami podjęli próbę przejęcia jednostki wraz z załogą i bronią. 4 marca Okręgowy Sąd Administracyjny w Kijowie uznał, że decyzje parlamentu Republiki Autonomicznej Krymu o wyborze premiera Siergieja Aksionowa oraz o rozpisaniu referendum w sprawie rozszerzenia pełnomocnictw autonomii półwyspu są niezgodne z prawem. Tego samego dnia, na zaproszenie ukraińskich władz, Organizacja Bezpieczeństwa i Współpracy w Europie zdecydowała o wysłaniu na Krym misji obserwatorów. Późnym wieczorem tego samego dnia Komitet Noblowski opublikował listę nominowanych w 2014 roku do Pokojowej Nagrody Nobla, wśród której znalazł się Władimir Putin.
Rano 5 marca agencja Interfax-Ukrajina poinformowała, że rosyjskie siły specjalne wtargnęły na teren dwóch ukraińskich dywizjonów artyleryjsko-rakietowych w Sewastopolu w pobliżu przylądka Fiolent i przejęły nad nimi kontrolę.
Tego samego dnia Rosjanie zajęli ośrodek trenowania delfinów bojowych w Sewastopolu. Ponadto agencja podała, że Rosja kłamie w sprawie obecności militarnej na Krymie. Według niej, na półwyspie obok żołnierzy Floty Czarnomorskiej znajdują się również członkowie formacji z Czeczenii, Krasnodaru i Uljanowska. Sekretarz Rady Bezpieczeństwa Narodowego i Obrony Ukrainy Andrij Parubij poinformował, że Rosja próbuje przemieścić swoje wojska z Floty Czarnomorskiej na Krymie w taki sposób, aby misja OBWE nie zauważyła ich obecności. Natomiast minister spraw zagranicznych Litwy Linas Linkevičius powiedział, że wojskowi obserwatorzy OBWE nie zostali wpuszczeni na półwysep. Ponadto specjalny wysłannik ONZ Robert Serry postanowił zakończyć swoją misję na Krymie po tym, jak został zatrzymany przez nieznanych i uzbrojonych ludzi, którzy zażądali od niego opuszczenia Krymu.

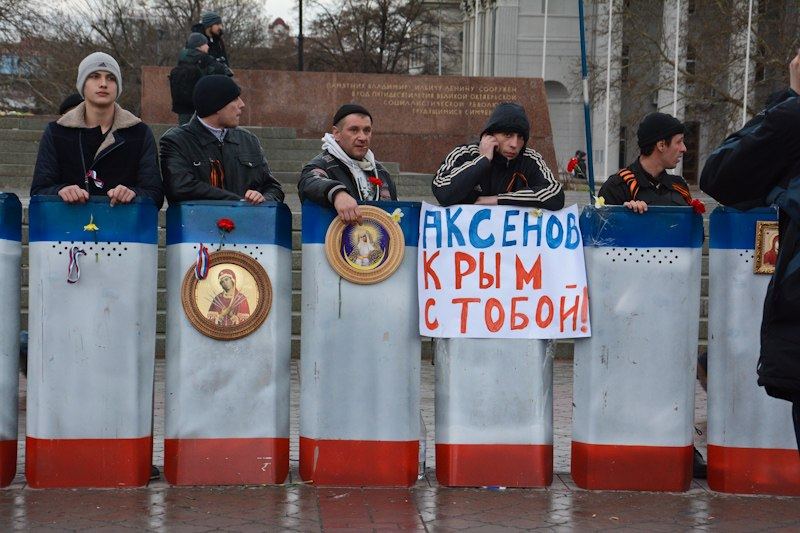
Jednostka samoobrony krymskiej z tarczami w barwach flagi Republiki Autonomicznej Krymu, strzegąca pomnika Lenina, 6 marca 2014

6 marca w południe, agencja prasowa RIA Novosti podała informację, że Rada Najwyższa Republiki Autonomicznej Krymu jednogłośnie zagłosowała za przyłączeniem do Federacji Rosyjskiej. W liczącym 100 deputowanych parlamencie krymskim, za tą decyzją zagłosowało 78 deputowanych na 81 zebranych na sali. Poinformowano także, że rozpoczęto procedurę z władzami rosyjskimi. Decyzja ta ma zostać potwierdzona w przyspieszonym referendum wyznaczonym na dzień 16 marca. Podczas tego referendum, mieszkańcy Krymu zdecydują, czy chcą przyłączenia Krymu do Rosji, czy też pozostania w ramach Ukrainy, lecz na zasadach zwiększonej autonomii, jakie gwarantowała konstytucja Republiki Autonomicznej Krymu z 1992. W związku z tą decyzją parlament Tatarów krymskich poinformował, że nie uznaje referendum wyznaczonego na 16 marca i zaapelował do mieszkańców półwyspu o zbojkotowanie go. Rada Bezpieczeństwa ONZ ogłosiła, że za legalne będzie uznane jedynie ogólne narodowe referendum ws. Krymu. Ponadto wicepremier Republiki Autonomicznej Krymu Rustam Temirgalijew poinformował, że Krym jest gotowy przyjąć rosyjskiego rubla jako walutę, natomiast ukraińska własność państwowa na półwyspie zostanie znacjonalizowana. W godzinach wieczornych p.o. prezydenta Ukrainy Ołeksandr Turczynow oświadczył, że wstrzymał decyzję parlamentu Krymu o przeprowadzeniu referendum ws. przyłączenia półwyspu do Rosji. Dodał również, Rada Najwyższa Ukrainy rozpocznie procedurę rozwiązania parlamentu Republiki Autonomicznej Krymu.

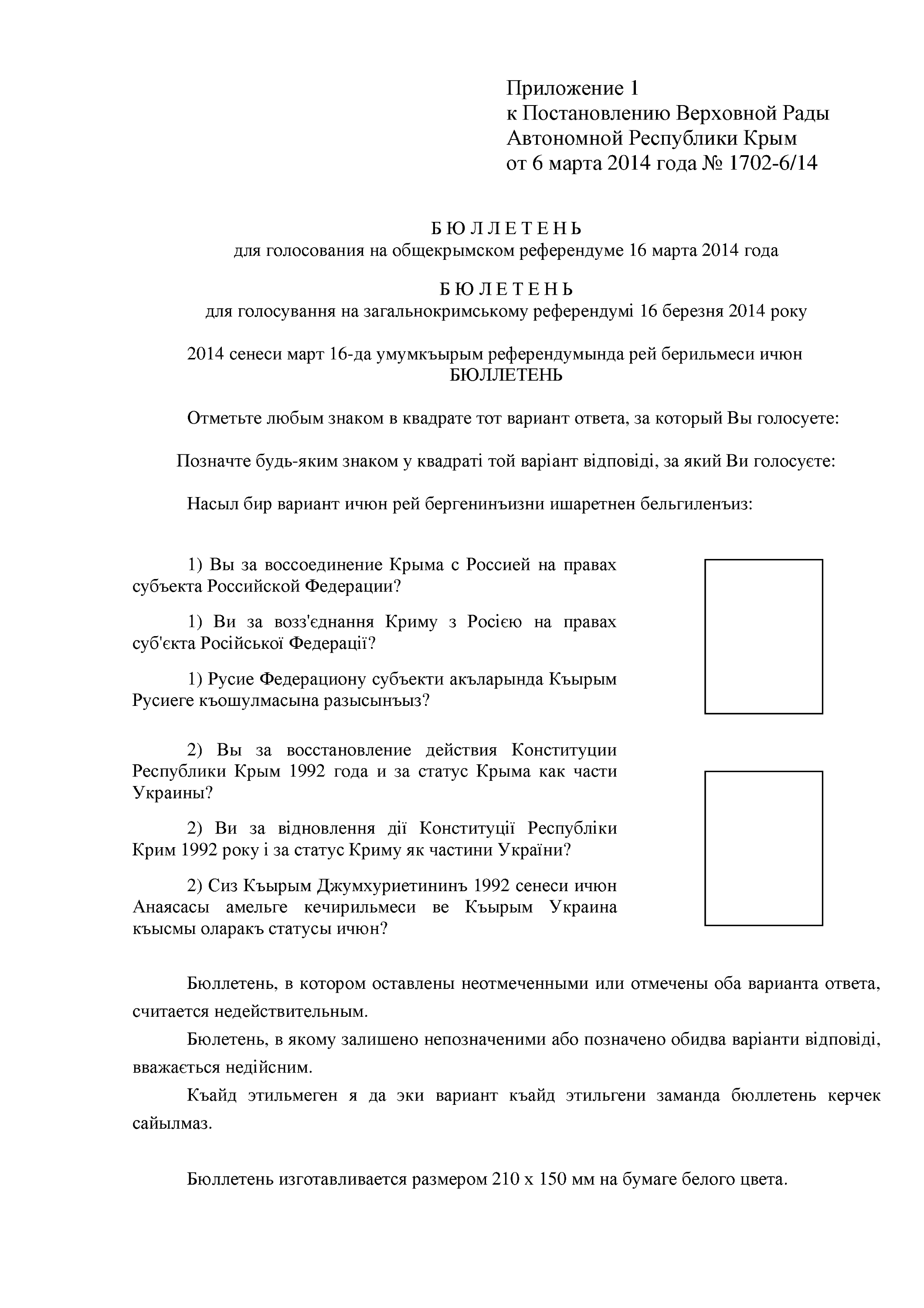
Próbka strony do głosowania z referendum na Krymie

Agencja Interfax-Ukraina poinformowała, że na Krymie w przesmyku między jeziorem Donuzław a Morzem Czarnym, wojska rosyjskie zatopiły stary krążownik rakietowy „Oczakow” i okręt ratowniczy „Szachtar”, blokując tym samym wyjście w morze okrętom marynarki wojennej Ukrainy. Rosyjska flota zacieśniła także blokadę zatok Sewastopolskiej i Streleckiej, gdzie również stoją ukraińskie okręty. Z kolei Amerykanie poinformowali, że z Grecji na Morze Czarne został wysłany niszczyciel rakietowy USS Truxtun. Dowództwo 6. Floty Marynarki Wojennej Stanów Zjednoczonych oznajmiło, że okręt ten ma uczestniczyć w zaplanowanych wcześniej wspólnych ćwiczeniach z flotami Bułgarii oraz Rumunii. USS Truxtun jest już drugim okrętem amerykańskim (po fregacie USS Taylor) wysłanym w rejon Morza Czarnego od lutego 2014 roku. Przedstawiciel Ministerstwa Obrony Ukrainy poinformował, że 40-osobowa misja wojskowych obserwatorów OBWE w dalszym ciągu nie została wpuszczona na Krym, ponieważ została zatrzymana przez umundurowanych ludzi przy wjeździe na półwysep. W godzinach popołudniowych rosyjska samoobrona zablokowała w Sewastopolu helikopter służby ds. sytuacji nadzwyczajnych Ukrainy, którym przylecieli dziennikarze z Kijowa. Niektórzy z nich zostali pobici, gdy próbowali wejść do siedziby dowództwa ukraińskiej marynarki wojennej. Pułkownik Julij Mamczur, dowódca Sewastopolskiej Brygady Lotnictwa Taktycznego, poinformował, że rosyjskie wojska oraz miejscowa ludność próbują przekupić ukraińskich żołnierzy, proponując im awanse i mieszkania w Sewastopolu.

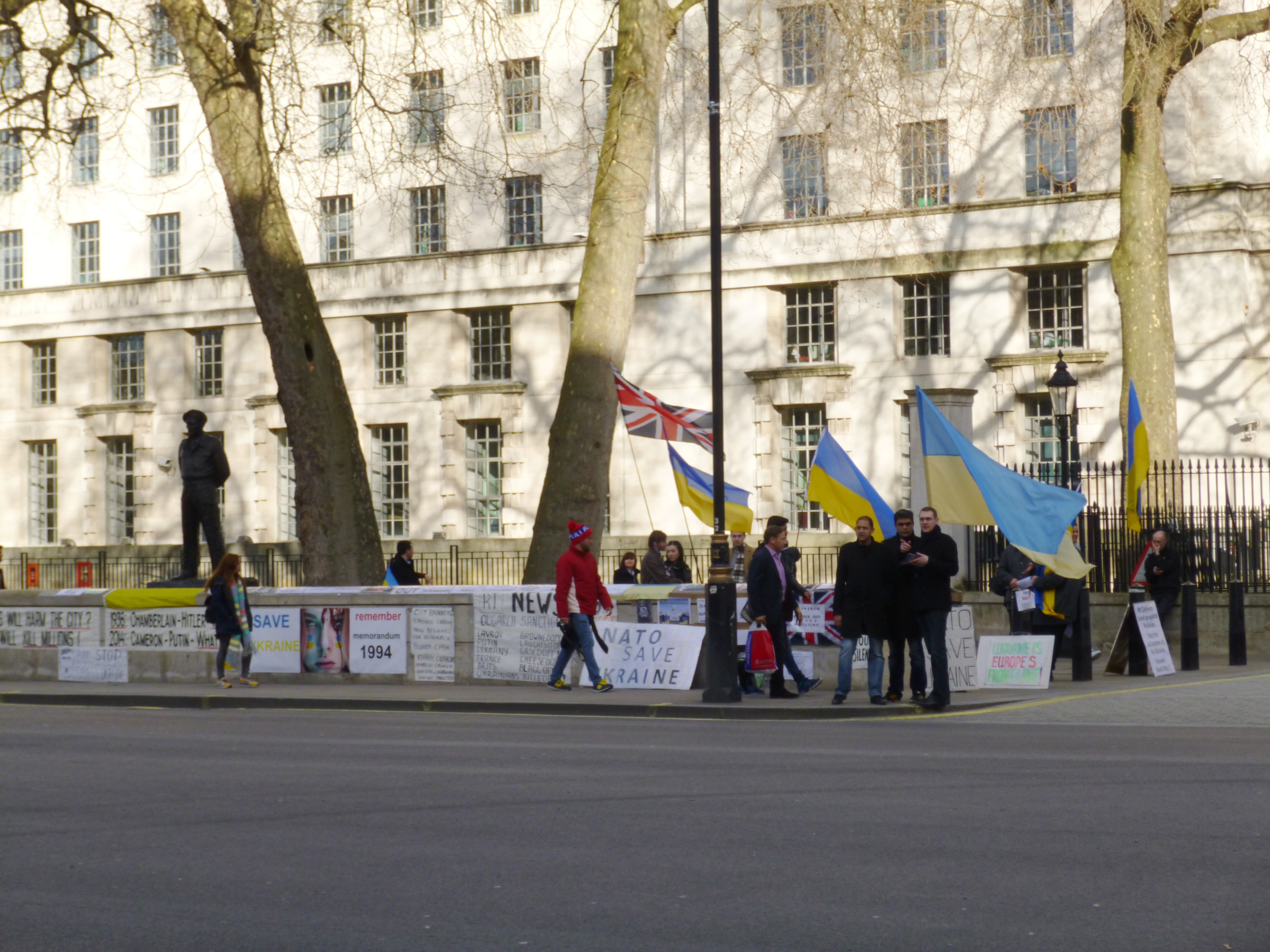
Pikieta Ukraińców w Londynie, 7 marca 2014

7 marca generał Mychajło Kowal z Państwowej Służby Granicznej Ukrainy poinformował, że liczba żołnierzy rosyjskich na Krymie wynosiła już ok. 30 tysięcy ludzi po tym, jak w nocy z portu w Kerczu w głąb półwyspu, wjechało 20 pojazdów na rosyjskich tablicach rejestracyjnych. Według ukraińskiego Ministerstwa Obrony Narodowej, rosyjskie wojska blokowały ukraińskie oddziały w Symferopolu, Kerczu, Teodozji, Perewalnem, Eupatorii, Nowoozernem. W godzinach popołudniowych rzecznik MSZ Ukrainy Jewhen Perebyjnis podał, że wojskowi obserwatorzy OBWE ponownie nie zostali wpuszczeni na terytorium Krymu, ponieważ nie przepuszczono ich przez punkty kontrolne, których strzegą uzbrojeni ludzie. Premier Ukrainy Arsenij Jaceniuk na konferencji prasowej wyraził gotowość do rozmów z Rosją, jeśli ta wcześniej wycofa swoje wojska z półwyspu. Natomiast ukraiński ruch nacjonalistyczny Prawy Sektor stwierdził, że na Krymie może dojść do wojny oraz nie wykluczył swojego udziału w konflikcie, jeśli Rosja będzie dalej eskalować konfrontację na Krymie.
Tymczasem w Moskwie, na spotkaniu z szefem parlamentu krymskiego Konstantinowem, przewodnicząca Rady Federacji Walentina Matwijenko ogłosiła poparcie wyższej izby rosyjskiego parlamentu dla decyzji o przyłączeniu Krymu do Federacji Rosyjskiej. Później delegacja krymska uzyskała oświadczenie ze strony Siergieja Naryszkina, przewodniczącego Dumy Państwowej Federacji Rosyjskiej, mówiące że Rosja jest już przygotowana do akceptacji wyniku referendum. Władze Rosji poinformowały także, że wyślą swoich obserwatorów na referendum. Decyzje związane z referendum skomentował w Kijowie premier Jaceniuk oświadczając że: „Nikt w cywilizowanym świecie nie uzna wyników tak zwanego referendum przeprowadzonego przez te tak zwane władze”. Z kolei prezydent Putin wytłumaczył swoje poparcie dla działań na Krymie stwierdzając: „Rosja nie może zignorować apeli o pomoc, i podejmuje odpowiednie działania, w pełni zgodne z prawem międzynarodowym”. Wspieranie aspiracji Krymu do secesji i przyłączenia się do Rosji miało miejsce tego dnia w Moskwie nie tylko w gremiach politycznych, ale także społecznych. Dziesiątki tysięcy ludzi uczestniczyły w tym celu w wiecu i koncercie, jaki miał miejsce na Placu Czerwonym, podczas którego zgromadzeni trzymali transparenty z napisami takimi jak: „Wierzymy w Putina”, „Uchronić Krym od faszystów” czy „Krym jest rosyjską ziemią”.
W późnych godzinach nocnych 7 marca agencja Interfax-Ukraina poinformowała, że żołnierze rosyjscy szturmowali ukraińską bazę wojskową A2355 w Sewastopolu. Rosjanie sforsowali bramę jednostki ciężarówką KAMAZ i starali się przebić do siedziby dowództwa; nie doszło do wymiany ognia. W międzyczasie na miejscu zjawiła się tzw. „grupa wsparcia” w cywilnych ubraniach, której członkowie pobili kilku dziennikarzy, którzy przyjechali relacjonować wydarzenie. Natomiast Ministerstwo Obrony Narodowej Ukrainy podało, że około 20 osób oblegało punkt dowodzenia taktycznej grupy „Krym” sił powietrznych, jednak w wyniku negocjacji napastnicy wycofali się. Według agencji Interfax-Ukraina doszło również do desantu 15 ciężarówek KAMAZ z rosyjskimi żołnierzami w Sewastopolu, gdzie znajduje się baza brygady piechoty morskiej Floty Czarnomorskiej.
Agencja Interfax-Ukraina poinformowała 6 marca, że grupa uzbrojonych ludzi opanowała w Symferopolu siedzibę Stacji Przekazowej Radia i Telewizji. Po przejęciu, wyłączone zostały ukraińskie kanały „1+1” oraz „Kanał 5”, zaś włączono nadawanie rosyjskiego kanału Rossija 24. Dzień później wyłączono kolejne ukraińskie kanały (Perszyj kanał, Inter), na miejsce których rozpoczęły nadawanie kanały rosyjskie (TNT, NTV) oraz na miejsce „1+1” pojawił się moskiewski Pierwyj Kanał.
8 marca ukraiński minister obrony Ihor Teniuch poinformował, że Federacja Rosyjska skoncentrowała na Ukrainie około 18 tys. wojskowych, z czego 6 tysięcy to żołnierze specnazu. Dodał również, że zgodnie z umowami dwustronnymi Rosja może mieć na Ukrainie tylko 12,5 tys. wojskowych. Tymczasem trzeci dzień z kolei na Krym nie została wpuszczona grupa międzynarodowych obserwatorów OBWE, którzy próbowali dostać się na półwysep od północy, jednak ponownie zostali zatrzymani przez uzbrojonych mężczyzn, którzy oddali w powietrze strzały ostrzegawcze. W godzinach wieczornych straż graniczna poinformowała, że około tysiąca metrów od granicy administracyjnej Krymu grupa uzbrojonych mężczyzn ostrzelała z broni automatycznej ukraiński samolot dozoru granicznego. Według rzecznika pograniczników strzały padły ze strony Armianśka. Natomiast Associated Press i Agencja Reutera poinformowały o konwoju kilkudziesięciu pojazdów i ciężarówek transportujących ciężko uzbrojone wojsko zmierzającym do bazy niedaleko Symferopola. Część z nich miała rosyjskie tablice rejestracyjne, które wskazywały, że pochodzą z rejonu Moskwy. Według Reutera około 50 ciężarówkom towarzyszyły osiem pojazdów opancerzonych, dwa ambulanse, cysterny i inny ciężki sprzęt. Z kolei rzecznik ukraińskich sił zbrojnych na Krymie Władysław Sielezniow powiedział, że świadkowie widzieli w nocy z 7 na 8 marca okręty desantowe rozładowujące około 200 pojazdów wojskowych na wschodzie półwyspu. Tymczasem minister spraw zagranicznych Radosław Sikorski poinformował, że polski konsulat RP w Sewastopolu został ewakuowany, a opiekę konsularną przejął konsulat w Odessie.
9 marca rano rzecznik straży granicznej Ołeh Słobodian poinformował, że ok. godz. 6.00 czasu lokalnego rosyjscy żołnierze przejęli kontrolę nad ukraińskim posterunkiem straży granicznej na zachodzie Krymu. W wyniku tego zostało uwięzionych około 30 ludzi. Według Ołeha Słobodiana Rosjanie kontrolowali ok. 11 krymskich posterunków straży granicznej. W godzinach wieczornych rzecznik ukraińskich sił zbrojnych na Krymie Władysław Sielezniow podał, że około 80 uzbrojonych ludzi w wojskowych mundurach i około 50 ludzi w cywilnych ubraniach odcięło dostęp do lotniska wojskowego w pobliżu miejscowości Saki. Zablokowano wjazd na lotnisko w Nowofiedorowce i wzdłuż pasa startowego ustawiono stanowiska z bronią maszynową. Natomiast w Sewastopolu pod koniec uroczystości z okazji 200. rocznicy narodzin ukraińskiego poety Tarasa Szewczenki doszło do zamieszek między zwolennikami i przeciwnikami Rosji. Około 100 mężczyzn uzbrojonych w pałki i bicze zaatakowało służby porządkowe ochraniające proukraiński wiec. Według napastników w skład służb wchodzili członkowie ugrupowania Prawy Sektor. Tego samego dnia na Ukrainie odbyły się również prorosyjskie demonstracje, m.in. w Doniecku, Sewastopolu, Ługańsku i Symferopolu.
10 marca rosyjskie wojsko oraz członkowie prorosyjskiej samoobrony krymskiej zajęli szpital wojskowy w Symferopolu. Placówka została przejęta bez walki, a personel odesłano do domów. Po godz. 14:00 EET, żołnierze rosyjscy otworzyli ogień z karabinów maszynowych podczas zajmowania siedziby batalionu transportu samochodowego Marynarki Wojennej Ukrainy pod Bachczysarajem na Krymie; nikt nie został ranny. Wśród atakujących Rosjan był ppłk Wołodymyr Sadownik, dowódca batalionu, który został porwany dzień wcześniej. Zdezerterował i przyłączył się do Rosjan, podobnie jak część jego kompanii. Tymczasem Ukraińska Prawda poinformowała, że w Symferopolu i Jałcie wyłączono cyfrową emisję ukraińskich kanałów telewizyjnych. W ich miejsce pojawiły się rosyjskie programy, w tym: Pierwyj Kanał, RTR Płanieta i NTR oraz kilka kanałów telewizji Republiki Tatarstanu. Natomiast Autonomiczna Republika Krymu rozpoczęła tworzenie własnych sił zbrojnych, w wyniku czego 40 ochotników złożyło premierowi Siergiejowi Aksjonowowi w Symferopolu żołnierską przysięgę „na wierność narodowi Krymu”. Przysięga odbyła się w komendzie uzupełnień, która została zajęta 9 marca przez siły samoobrony. Według premiera Krymu siły krymskie liczyły już 186 żołnierzy.
11 marca połączone zgromadzenie radnych Rady Najwyższej Republiki Autonomicznej Krymu i Rady Miejskiej Sewastopola przyjęło deklarację niepodległości Republiki Krymu. W deklaracji powołano się wprost na przypadek Kosowa i wyrok z 22 lipca 2010, w którym Międzynarodowy Trybunał Sprawiedliwości uznał, że jednostronna deklaracja niepodległości Kosowa nie narusza prawa międzynarodowego. Nad ranem poinformowano, że w nocy kilkudziesięciu żołnierzy rosyjskich bez oznaczeń zajęło centrum kierowania lotami na lotnisku w Symferopolu, w wyniku czego mogły z niego korzystać jedynie samoloty rosyjskie (m.in. samolot lecący z Kijowa nie dostał pozwolenia na lądowanie i został zawrócony). W nocy zaobserwowano również samochody ciężarowe KAMAZ i URAL wypełnione żołnierzami rosyjskimi, które poruszały się po drogach Krymu i kierowały się na jego północne krańce graniczące z obwodem chersońskim. W zachodniej części Półwyspu rozlokowane zostały jednostki zaplecza logistycznego i zaopatrzeniowego. Oszacowano również, że liczba żołnierzy rosyjskich na Krymie wynosiła wówczas 19 tys. ludzi (na których przypada kilkaset samochodów ciężarowych i transporterów opancerzonych), blisko 11,5 tys. żołnierzy z Floty Czarnomorskiej oraz pozostali służący w jednostkach stacjonujących na stałe na terytorium rosyjskim. Koncentracja wojska na północy Półwyspu związana była z zamiarem kontrolowania szlaków komunikacyjnych łączących Krym z Ukrainą i przejęcia kontroli nad liniami zaopatrzenia w wodę, elektryczność i gaz oraz liniami telekomunikacyjnymi.
12 marca p.o. prezydenta Ołeksandr Turczynów powiedział, że armia ukraińska nie będzie się angażowała na Krymie, aby zapobiec aneksji półwyspu przez Rosję, ponieważ jej potencjał zostanie skoncentrowany na obronie wschodniej granicy państwa. Tymczasem premier Autonomii Siergiej Aksionow poinformował, że ruch na lotnisku w Symferopolu został ograniczony do 17 marca, czyli do zakończenia referendum ws. przyłączenia Republiki Autonomicznej Krymu do Rosji. Natomiast przewodniczący Dumy Państwowej Siergiej Naryszkin zapowiedział, że w przypadku przyłączenia Półwyspu do Federacji Rosyjskiej prawa Tatarów krymskich będą zagwarantowane. Wicepremier Rustam Temirgalijew na konferencji prasowej oświadczył, że Krym poczynił już przygotowania na wypadek wstrzymania dostaw towarów, surowców i prądu przez władze w Kijowie. W wyniku tego ministerstwo ds. sytuacji nadzwyczajnych zaczęło szykować rezerwy artykułów spożywczych oraz przygotowywać 200 mobilnych generatorów, aby zapewnić dostawy prądu wszystkim przedsiębiorstwom i mieszkańcom na półwyspie.
13 marca przewodniczący komisji ds. Wspólnoty Niepodległych Państw Dumy Państwowej Leonid Słucki na antenie Echa Moskwy potwierdził, że na Krymie znajdują się rosyjskie oddziały specjalne z innych formacji niż Flota Czarnomorska. Dodał również, że zajmują one pozycje na półwyspie w celu ochrony ludności cywilnej i zapobiegnięciu rozlewowi krwi. W godzinach popołudniowych straż graniczna Ukrainy poinformowała, że około godziny 13:00 został ostrzelany samolot odbywający patrol nad Krymem. Dokonano tego w sposób demonstracyjny za pomocą transportera opancerzonego znajdującego się na rosyjskim posterunku blokadowym koło Armianśka. Natomiast sekretarz stanu USA John Kerry powiedział, że według amerykańskich ocen, na półwyspie było 45 tys. rosyjskich żołnierzy.
14 marca przywódca Tatarów krymskich Mustafa Dżemilew wezwał do bojkotu referendum oraz zwrócił się do NATO z prośbą o interwencję, „zanim dojdzie do masakry”. Z kolei agencja Reutera, powołując się na dwóch polityków amerykańskich, poinformowała, że Ukraina w związku z sytuacją na Krymie zwróciła się do USA z prośbą o pomoc wojskową w postaci dostaw broni i wsparcia organizacyjnego. Następnie agencja podała, że rano z rosyjskiego okrętu desantowego Jamał 156 w Zatoce Kozackiej obok Sewastopola zostały wyładowane kolejne wojskowe ciężarówki wraz z żołnierzami i co najmniej jeden transporter opancerzony. W godzinach popołudniowych w Londynie odbyło się spotkanie sekretarza stanu USA Johna Kerry’ego z ministrem spraw zagranicznych Rosji Siergiejem Ławrowem, jednak mimo sześciu godzin rozmów nie wypracowano wspólnego stanowiska ws. Ukrainy. Z kolei minister obrony Ukrainy Ihor Teniuch poinformował, że liczba rosyjskich żołnierzy na Krymie wzrosła do 22 tys. ludzi (w szacunkach nie uwzględniono wojskowych z Floty Czarnomorskiej i innych jednostek). W godzinach nocnych rosyjski koncern Rostech poinformował na swojej stronie internetowej, że nad Krymem przechwycono amerykańskiego drona, lecącego na wysokości 4 km. Na stronie korporacji napisano, że „Dron MQ-5B, jeśli sądzić po oznaczeniu identyfikacyjnym, należał do 66. brygady zwiadowczej, bazującej w Bawarii”.
Tego samego dnia Polskie Radio podało, że na Krymie w związku z referendum pojawiły się problemy z bankomatami (które nie działały lub można było z nich wypłacić tylko niewielkie sumy) oraz pocztą, która nie dostarcza przesyłek. Ponadto na półwyspie wszystkie transakcje odbywały się wyłącznie za pośrednictwem gotówki, a banki zaczęły wprowadzać coraz ostrzejsze limity na wypłaty gotówkowe (12 marca maksymalna wypłata wynosiła 100 dolarów, zaś 14 marca już połowę tej kwoty). Premier autonomii Siergiej Aksjonow na konferencji prasowej oświadczył, że proces wchodzenia Krymu w skład Federacji Rosyjskiej zajmie około roku, odrzucając tym samym możliwość, aby półwysep stał się niepodległym państwem. Z kolei w godzinach wieczornych rosyjska agencja ITAR-TASS podała, że sobota 15 marca została ogłoszona na Krymie i w Sewastopolu „dniem ciszy przedwyborczej” przed wyznaczonym na 16 marca referendum. Tymczasem parlament Tatarów krymskich podał, że w pokojowych protestach przeciwko referendum wzięło udział 42 tys. osób na całym półwyspie. W demonstracjach prócz Tatarów brali również udział przedstawiciele innych narodowości.

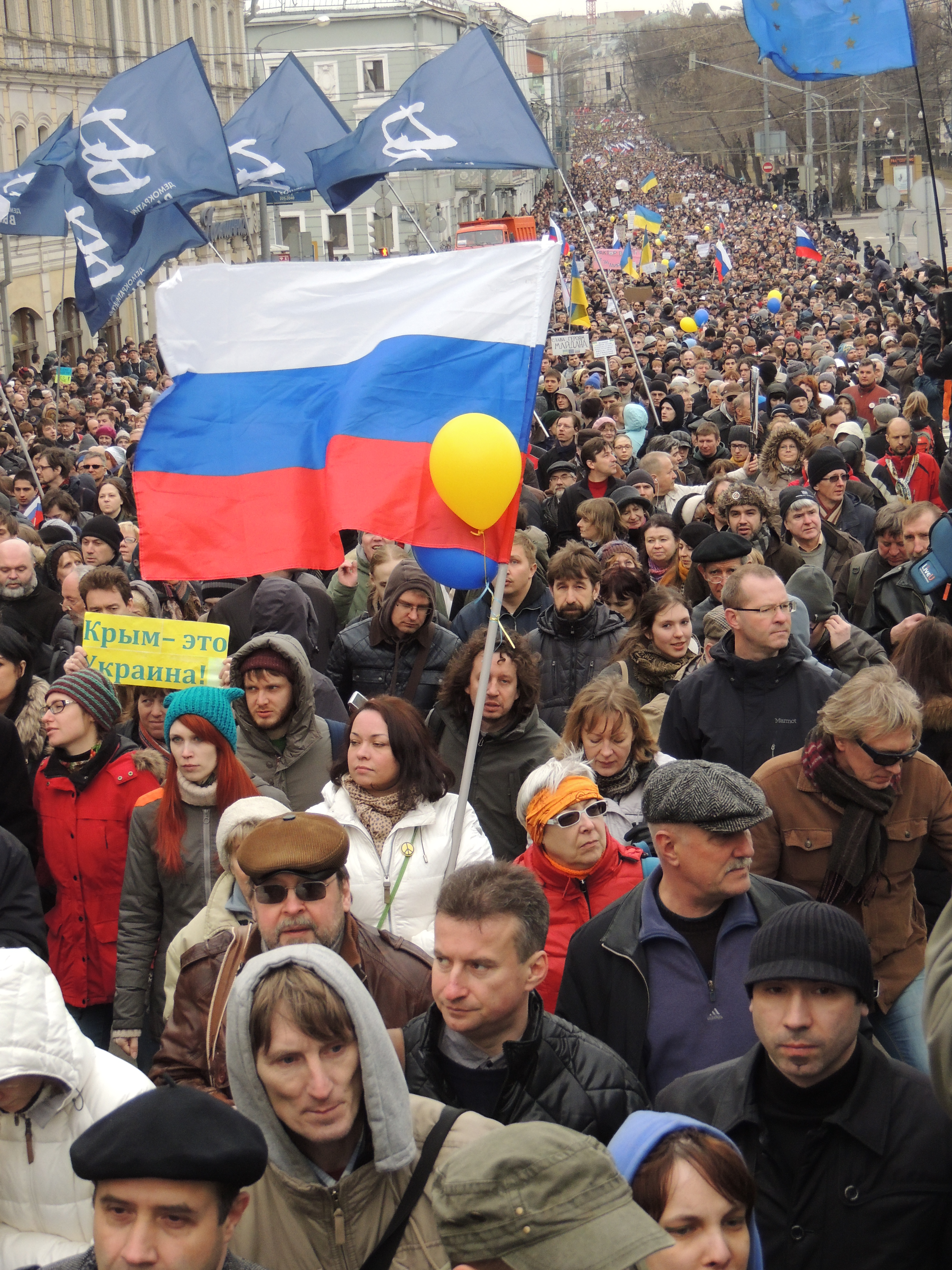
„Marsz pokoju” w Moskwie z 15 marca 2014 r., wyrażający dezaprobatę dla działań władz rosyjskich na Ukrainie

15 marca TVN24 podał, że Cieśnina Kerczeńska stała się jednym z kluczowych miejsc dla rosyjskiej operacji militarnej – od 14 marca przez cieśninę nieustannie kursowały promy, przewożące rosyjski sprzęt wojskowy, gaz, ropę oraz generatory prądu. W godzinach popołudniowych Rada Najwyższa Ukrainy rozwiązała parlament Republiki Autonomicznej Krymu. Decyzję o pozbawieniu parlamentu Autonomii uprawnień poparło w głosowaniu 278 na 296 posłów. Minister obrony Ukrainy Ihor Teniuch poinformował, że niezależnie od rozwoju sytuacji, żołnierze ukraińscy pozostaną w swoich bazach na Krymie. Dodał również, że zostali oni poinstruowani co do działań, które mają podejmować w razie zagrożenia. Tymczasem w obwodzie chersońskim na Mierzei Arabackiej doszło do desantu 60 rosyjskich żołnierzy za pomocą sześciu helikopterów. Na miejsce przybyły również transportery opancerzone, a później przyleciały kolejne cztery śmigłowce z 60 żołnierzami. Grupa desantowa otoczyła gazową stację rozdzielczą w miejscowości Striłkowe na Mierzei Arabackiej oraz platformę gazową nieopodal wsi Szczasływcewe (oba obiekty należą do ukraińskiej firmy Czornomornaftohaz). Następnie ukraińskie ministerstwo obrony oświadczyło, że dzięki wysiłkom sił zbrojnych odparto próbę wtargnięcia wojsk rosyjskich na teren obwodu chersońskiego. W późnych godzinach popołudniowych poinformowano, że uzbrojeni ludzie porwali w Sewastopolu greckokatolickiego duchownego, o. Mykołę Kwycza. Około godz. 20:00 policja podała, że duchowny został wypuszczony na wolność. Natomiast w godzinach nocnych uzbrojone i zamaskowane służby przeszukały hotel Moskwa w Symferopolu, w którym przebywali zagraniczni dziennikarze. Świadkowie zdarzenia twierdzili, że ok. 24–30 mężczyzn z bronią i w kominiarkach kazało pozostać im w pokojach, a następnie rozpoczęli ich przeszukiwanie. Minister obrony Krymu Walerij Kuzniecow powiedział, że otrzymali zgłoszenie, iż jedna z osób, znajdujących się w hotelu może mieć broń, jednak alarm okazał się fałszywy.

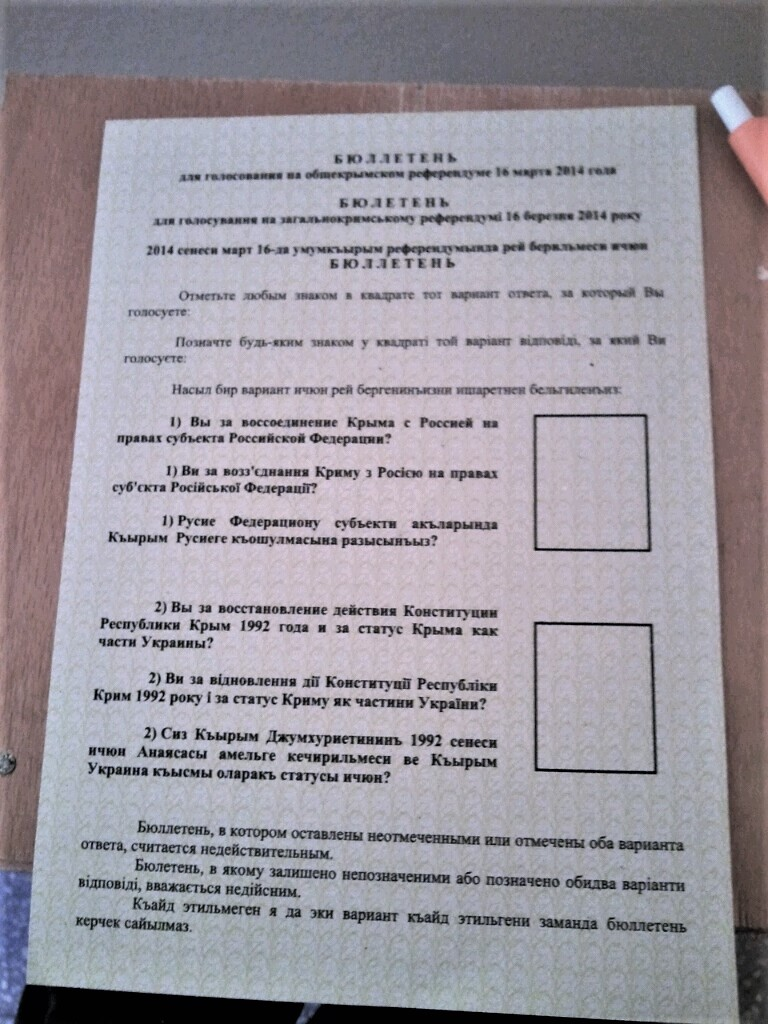
Strona do głosowania z referendum na Krymie (16 marca 2014)

16 marca o godz. 8:00 na Krymie rozpoczęło się referendum ws. przyłączenia półwyspu do Rosji. Do głosowania było uprawnionych około 1,5 mln osób, które mogły oddać swoje głosy w 1024 lokalach wyborczych. W krajach zachodnich plebiscyt był uznawany za nielegalny, natomiast Rosja zapowiedziała, że uzna jego wyniki. Radio Swoboda podało, że referendum zostało zbojkotowane przez Tatarów krymskich, w wyniku czego Autonomiczna Republika Krymu nie mogła powołać komisji wyborczych w zamieszkanych przez nich osiedlach. Taka sytuacja miała miejsce m.in. w Bakczysaraju i jego okolicach, gdzie nie znaleziono chętnych do zasiadania w komisjach. Późnym wieczorem kilka tysięcy osób zebrało się na placu Lenina w Symferopolu, aby zademonstrować swoje poparcie dla przyłączenia Krymu do Rosji. Szef komisji Rady Najwyższej Krymu ds. referendum Michaił Małyszew oświadczył, że według wstępnych wyników – po podliczeniu 50% głosów – 95,5% uczestników referendum opowiedziało się za przyłączeniem półwyspu do Federacji Rosyjskiej. Frekwencja wyniosła 81,36%. Z kolei wicepremier Rustam Temirgalijew powiedział, że Rada Najwyższa przyjmie oficjalny wniosek o włączenie Krymu do Rosji już w poniedziałek 17 marca.
Tego samego dnia minister obrony Ihor Teniuch oświadczył, że resort obrony Ukrainy osiągnął porozumienie z Flotą Czarnomorską i rosyjskim ministerstwem obrony ws. rozejmu na półwyspie krymskim, który obowiązywał do 21 marca. W godzinach popołudniowych premier Ukrainy Arsenij Jaceniuk oświadczył, że w związku z kryzysem krymskim na obronność państwa zostało przyznanych 7 miliardów hrywien (ok. 2 mld złotych), które zostały wycofane z innych projektów budżetowych. Tymczasem ukraińska flota poinformowała na Facebooku, że żołnierze rosyjscy umieszczają miny przeciwpancerne wokół miejsca stacjonowania 1. batalionu piechoty morskiej marynarki wojennej Ukrainy w Teodozji na Krymie.

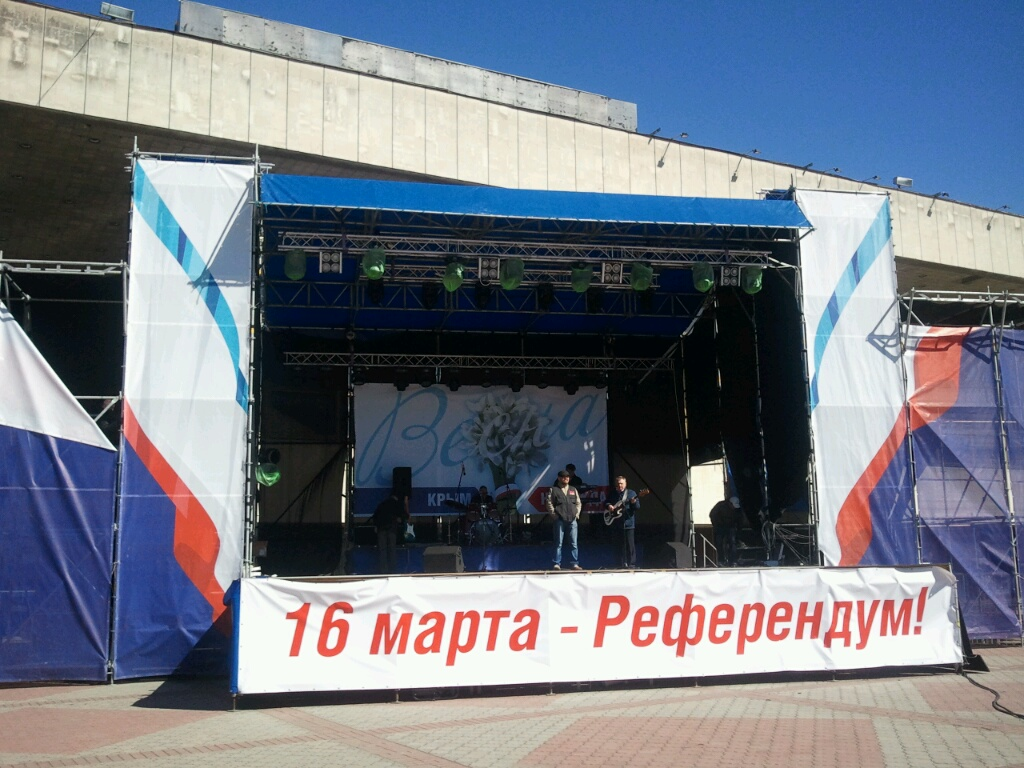
Scena na placu Lenina w Symferopolu, 17 marca 2014

17 marca szef komisji ds. referendum Michaił Małyszew podał, że według ostatecznych wyników referendum 96,77% głosujących opowiedziało się za zjednoczeniem Krymu z Rosją. Następnie Rada Najwyższa Krymu przyjęła uchwałę o niepodległości Krymu, za czym głosowało 85 deputowanych. Specjalny status w ramach republiki otrzymało miasto Sewastopol, w którym stacjonuje Flota Czarnomorska. Natomiast szef Rady Najwyższej oświadczył, że ukraińskie jednostki wojskowe na półwyspie zostaną rozformowane. Tymczasem premier Ukrainy Arsenij Jaceniuk stwierdził, że „Krym jest terytorium państwa ukraińskiego. Mieszkają tam nasi obywatele. Nie będzie żadnego uznania tak zwanego referendum”. Z kolei w godzinach wieczornych służby prasowe Kremla podały, że prezydent Rosji Władimir Putin podpisał dekret o uznaniu Krymu suwerennym i niepodległym państwem. W związku z ogłoszeniem niepodległości, Krym rozpoczął wprowadzenie zmian. Nazwę Republiki Autonomicznej Krymu zmieniono na Republikę Krymu, natomiast nazwę Rady Najwyższej zmieniono ze skutkiem natychmiastowym na Państwową Radę Republiki Krymu. Ponadto zdecydowano, że rubel stanie się oficjalną walutą na półwyspie, a 30 marca Krym przejdzie na czas moskiewski. Parlament Krymu uchwalił również nacjonalizację ukraińskich spółek sektora naftowo-gazowego Czornomornaftohaz i Uktranshaz, znajdujących się na półwyspie.
Tego samego dnia w godzinach porannych p.o. prezydenta Ołeksandr Turczynow oświadczył, że podpisał dekret o częściowej mobilizacji wojska, który został wydany „w związku z trwającą agresją w Republice Autonomicznej Krymu, którą Rosja stara się ukryć, organizując farsę o nazwie referendum”. Decyzję poparł parlament, który przyjął ustawę w tej sprawie. Sekretarz Rady Bezpieczeństwa Narodowego i Obrony Andrij Parubij poinformował, że władze planują powołać w szeregi armii 20 tys. rezerwistów i 20 tys. ludzi do nowo powstałej Gwardii Narodowej. Z kolei minister obrony Ihor Teniuch poinformował, że Federacja Rosyjska naruszyła umowy o stacjonowaniu Floty Czarnomorskiej na Ukrainie, wprowadzając na jej terytorium swoje siły wojskowe.

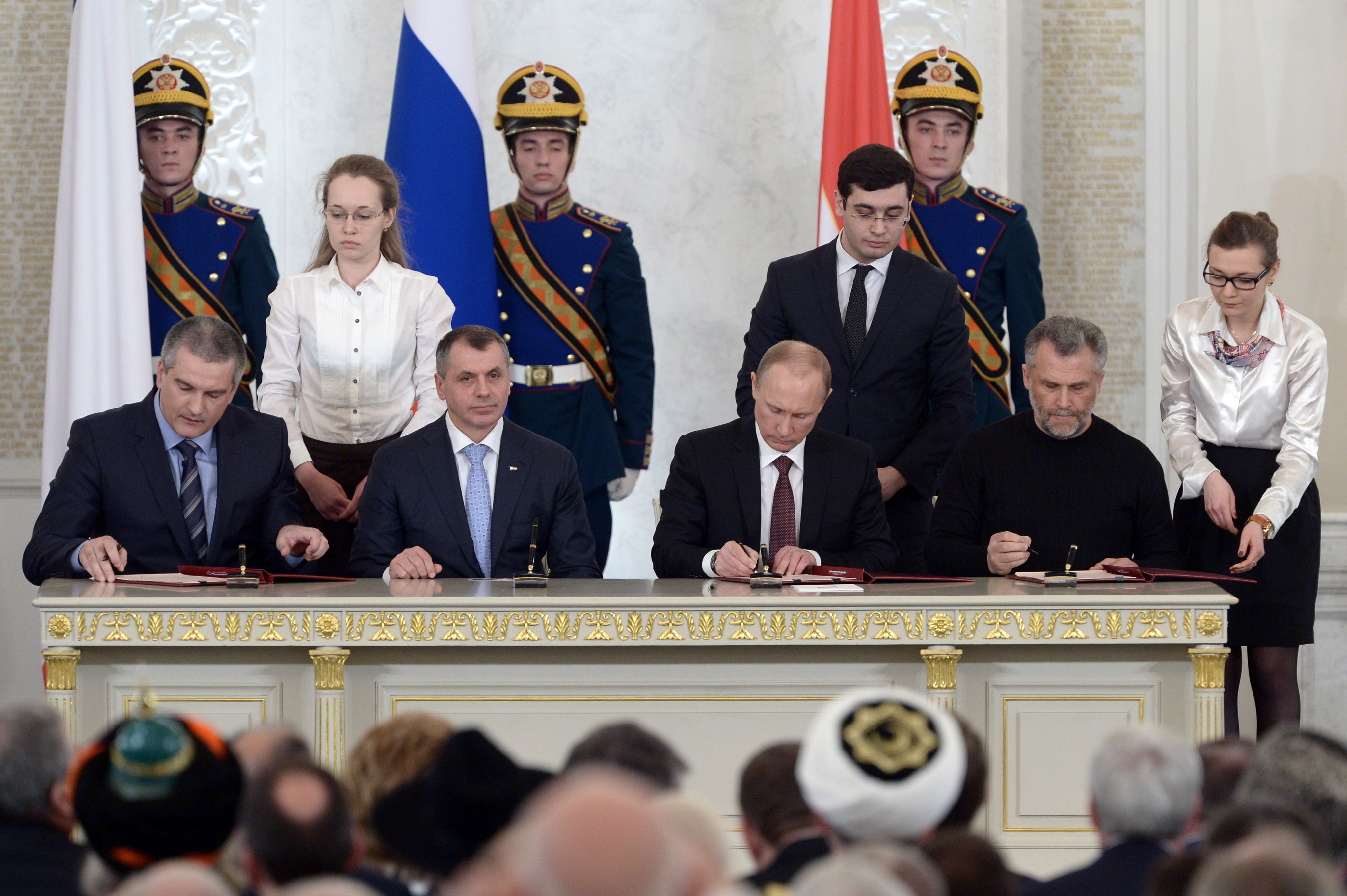
Władimir Putin, Władimir Konstantinow, Siergiej Aksionow i Aleksiej Czały podpisują traktat o włączeniu Krymu i Sewastopola do Rosji, 18 marca 2014

18 marca Szef Wydziału Socjalnego Ukraińskiej Służby Granicznej Oleg Słobodzian podał, że w ciągu ostatniego tygodnia Rosjanie dokonali eksmisji 11 pracowników ukraińskiej straży granicznej w Czarnomorsku, Eupatorii i Sewastopolu. W godzinach porannych agencja RIA Novosti podała, że prezydent Władimir Putin zatwierdził projekt traktatu między Rosją i Krymem o przyjęciu Republiki Krymu do Federacji Rosyjskiej. Traktat o włączeniu Republiki Krymu i Sewastopola do Rosji został podpisany w godzinach popołudniowych na Kremlu. Podpisy pod traktatem złożyli: prezydent Federacji Rosyjskiej Władimir Putin, przewodniczący Rady Najwyższej Władimir Konstantinow, premier Siergiej Aksionow oraz mer Sewastopola Aleksiej Czały. W momencie podpisania traktatu granica Krymu i Ukrainy stała się oficjalnie granicą państwową Rosji oraz ustanowiono okres przejściowy, do 1 stycznia 2015 roku, na uregulowanie problemów włączenia półwyspu i miasta Sewastopola do systemu gospodarczego, finansowego, kredytowego i prawnego Federacji Rosyjskiej.
W tym samym dniu żołnierze rosyjscy dokonali szturmu na ukraińską jednostkę wojskową w Symferopolu. Jak poinformował przedstawiciel ministerstwa obrony Ukrainy Władysław Selezniow podczas ataku został zastrzelony sierżant, ochraniający parking w jednostce oraz został ranny drugi żołnierz w randze kapitana (dowódca jednostki), który trafił do szpitala. Natomiast reszta oficerów i żołnierzy ukraińskich została aresztowana. Z kolei agencja Kryminform podała, że w Symferopolu zastrzelono jednego i raniono innego członka tzw. rosyjskiej samoobrony. W wyniku tego w godzinach popołudniowych ukraiński premier Arsenij Jaceniuk oświadczył, że konflikt Ukrainy z Rosją przeszedł z fazy politycznej w fazę wojskową oraz obarczył Władimira Putina całkowitą odpowiedzialnością za jego eskalację. Natomiast Ministerstwo Obrony Ukrainy w związku z zastrzeleniem sierżanta w Symferopolu zezwoliło swoim żołnierzom na Krymie na użycie broni. Ponadto jak podała „Ukraińska Prawda” po śmierci oficera w Symferopolu cztery okręty bojowe Ukrainy wyszły z bazy na jeziorze Donuzław i udały się na jego środek w celu zminimalizowania walk; była to również odpowiedź na próbę „nacjonalizacji” mienia ukraińskiego na Krymie, której chcą dokonać krymskie władze. Premier Siergiej Aksjonow powiedział, że konfiskacie podlega „wszelkie mienie w tym, sprzęt wojskowy, broń, a także nieruchomości należące do przedsiębiorstw, instytucji i organizacji”. Z kolei w godzinach wieczornych wicepremier Republiki Krymu Rustam Temirgalijew ostrzegł kijowskie władze, że jeśli odetną półwyspowi wodę pitną, to krymskiemu rządowi „może nie udać się powstrzymać oddziałów samoobrony przed wyzwoleniem obwodu chersońskiego”.
19 marca władze Republiki Krymu ogłosiły wysiedlenie części Tatarów krymskich z terenów, które mniejszość krymskotatarska zajęła po upadku Związku Radzieckiego. Według wicepremiera Rustama Temirgalijewa Tatarzy otrzymają w zamian działki w innej części półwyspu. Rzecznik Kremla Dmitrij Pieskow w wywiadzie dla BBC oświadczył, że ukraińscy żołnierze stacjonujący na Krymie mogą służyć w armii rosyjskiej. Dodał również, że jeśli zdecydują się opuścić półwysep to nikt im w tym nie przeszkodzi. Z kolei kijowska gazeta „Siegodnia” doniosła, że w ciągu ostatniego miesiąca okupowany Krym opuściło niemal tysiąc osób, które pozostawiają swoje domy w obawie o bezpieczeństwo i udają się m.in. na zachodnią Ukrainę.
Tego samego dnia w godzinach porannych agencja Associated Press poinformowała, że oddziały samoobrony krymskiej szturmowały siedzibę dowództwa Marynarki Wojennej Ukrainy w Sewastopolu. Według Władysława Selezniowa ludzie po cywilnemu powalili parkan jednostki i wdarli się na jej terytorium. Po południu Rosjanie kontrolowali już cały teren sztabu. Ponadto agencja Kryminform podała, że dowódca jednostki admirał Serhij Hajduk został zatrzymany przez prokuraturę, kontrolowaną przez władze krymskie. Natomiast ministerstwo obrony Ukrainy oświadczyło, że został wyprowadzony ze sztabu Marynarki Wojennej przez grupę nieznanych osób. Kilka godzin później rozpoczął się szturm w Nowoozernym koło Eupatorii, gdzie rosyjscy żołnierze wyrwali bramę za pomocą traktora i zajęli biuro przepustek. Po początkowych próbach barykadowania się, żołnierze ukraińscy ubrani po cywilnemu i bez broni opuścili teren jednostki. Media podały również, że jednostka w miejscowości Perewalne obok Symferopola, blokowana przez siły rosyjskie od 2 marca, częściowo poddała się. Około godz. 18:00 p.o. prezydenta Ukrainy Ołeksandr Turczynow oświadczył, że jeśli Rosjanie nie uwolnią zakładników, w tym admirała Hajduka do godz. 21:00, to „władze (Ukrainy) podejmą odpowiednie działania, w tym o charakterze technicznym i technologicznym”. W godzinach nocnych major Eduard Kusnarenko (dowódca jednostki) poinformował, że rosyjscy żołnierze bez użycia siły zajęli bazę transportową ukraińskiej floty w Bakczysaraju.
20 marca nad ranem agencja Kryminform podała, że władze Krymu uwolniły admirała Serhija Hajduka wraz z siedmioma innymi zakładnikami (wśród nich byli dziennikarze, filmowcy i działacze kijowskich organizacji społecznych). Informacja została potwierdzona przez administrację prezydencką w Kijowie. Z kolei Rada Najwyższa przejęła Deklarację o walce o wyzwolenie Ukrainy; za poparciem dokumentu głosowało 274 z 303 deputowanych. Z kolei parlament Krymu uchwalił ustawę umożliwiającą wywłaszczenie portów należących wcześniej do Ministerstwa Infrastruktury Ukrainy. Wywłaszczenie dotyczy: Przeprawy Promowej Kercz, Portów Rybnych w Kerczu i Sewastopolu oraz Portów Handlowych w Kerczu, Teodozji, Jałcie, Sewastopolu i Eupatorii. W godzinach popołudniowych Duma Państwowa ratyfikowała traktat o przyjęciu Republiki Krymu do Federacji Rosyjskiej i federalną ustawę konstytucyjną o utworzeniu w Rosji dwóch nowych podmiotów. Następnie zastępca komendanta Państwowej Straży Granicznej Ukrainy generał Pawło Szyszolin poinformował na konferencji prasowej, że rozpoczęto stopniowe przerzucanie funkcjonariuszy straży granicznej do obwodów chersońskiego i mikołajowskiego. Operacja była kontrolowana przez rosyjskie siły wojskowe. Natomiast w godzinach wieczornych Władysław Selezniow powiedział, że 15-20 żołnierzy rosyjskich i członków krymskiej samoobrony dokonało szturmu na ukraińską korwetę „Ternopil”, blokowaną od lutego w Zatoce Sewastopolskiej. Jak napisał Selezniow na Facebooku: „'Ternopil’ wzięty. Przy szturmie wykorzystano granaty świetlno-hukowe, słychać było strzały z broni maszynowej”.
21 marca prezydent Władimir Putin podpisał akty ratyfikacyjne traktatu o przyjęciu Republiki Krymu do Federacji Rosyjskiej. Tego samego dnia dokonano odpowiednich zmian w Konstytucji Rosji dopisując do niej dwa nowe podmioty federacji – Republikę Krymu i miasto federalnego znaczenia Sewastopol, które włączono do nowo utworzonego Krymskiego Okręgu Federalnego. W godzinach popołudniowych żołnierze ukraińscy, uwięzieni w blokowanych przez Rosjan jednostkach i okrętach na Krymie, zaapelowali do władz w Kijowie o podjęcie decyzji w sprawie ich dalszego losu (była to między innymi załoga trałowca „Czerkasy”, która poprosiła o zatwierdzenie planu ewakuacji rodzin wojskowych). Dodali również, że żołnierze rosyjscy i samoobrona grożą szturmem na okręt, a zapasy wody pitnej i żywności są na wyczerpaniu. Z kolei ukraińskie media poinformowały, że władze na Krymie sporządziły listę osób, które mają zakaz wjazdu na teren półwyspu. Znalazło się na niej 278 deputowanych parlamentu Ukrainy, w tym wszyscy którzy głosowali za rozwiązaniem parlamentu Krymu, 19 przedstawicieli Partii Regionów i „przedstawiciele militarnych i paramilitarnych formacji bandyckich”. Premier Ukrainy Arsenij Jaceniuk oświadczył, że straty państwa związane z aneksją Krymu przez FR wynoszą setki miliardów dolarów i zapowiedział procesy w tej sprawie przeciwko Rosji przed sądami międzynarodowymi. W późnych godzinach popołudniowych Rosjanie zajęli po trzytygodniowej blokadzie ukraińską jednostkę wojskową w Perewalne. Agencja Reutera podała również, że żołnierze rosyjscy powoli przejmują kolejne ukraińskie pozycje. Natomiast 5 Kanał podał, że Rosjanie zajęli jedyny ukraiński okręt podwodny „Zaporoże”. Jak twierdzili członkowie załogi, jednostka została otoczona przez rosyjskie statki, żołnierze rzucali do wody granaty, a następnie przejęli okręt.
22 marca rosyjski dziennik „Komsomolskaja prawda” podał, że dowódcy jednostek ukraińskich dostali z Kijowa „ciche” pozwolenie na ewakuację wojsk. Natomiast admirał Serhij Hajduk stwierdził, że wówczas nie było planów wycofania wojsk z Krymu. Agencja AFP podała, że oddziały rosyjskie i ok. 200 nieuzbrojonych demonstrantów (w tym Kozaków i dresiarzy) zaatakowali bazę sił lotniczych w Nowofedoriwce. Żołnierze ukraińscy zostali obrzuceni granatami dymnymi, w wyniku czego poddali się i opuścili jednostkę. W godzinach popołudniowych samoobrona krymska i żołnierze rosyjscy otoczyli ukraińską bazę lotniczą w Belbeku, a jej załodze postawili godzinne ultimatum. Po jego upłynięciu, Rosjanie dokonali ataku na bazę przebijając samochodem opancerzonym mur bazy. Następnie oddając kilka strzałów i wykorzystując granaty hukowe, wdarli się na teren jednostki. Dowódcę Julija Mamczura, wyprowadzono z bazy, wywożąc go w nieznane miejsce. W międzyczasie, o godz. 16:00 EET, ukraińskie służby graniczne zamknęły jednostronnie granicę z Krymem. W godzinach wieczornych został też zajęty okręt sztabowy „Sławutycz”. Władysław Sielezniow powiedział, że statek został zdobyty po dwugodzinnych przepychankach z Rosjanami, po czym załoga zeszła na ląd. Ponadto według agencji Interfax Rosjanie od początku konfliktu przejęli 25 jednostek floty wspomagania i 6 okrętów bojowych ukraińskiej marynarki wojennej. Z kolei Władimir Putin powołał wiceadmirała Olega Bieławiencewa na swojego pełnomocnego przedstawiciela w Krymskim Okręgu Federalnym (KOF).
23 marca „Ukraińska Prawda” podała, że dowódca bazy Belbek Julij Mamczur został wypuszczony z więzienia w Sewastopolu, co jednak okazało się plotką podaną przez ukraińskiego żołnierza. Po weryfikacji nazwiska wojskowego okazało się, że nie ma takiej osoby w bazie w Belbeku. Wicepremier Krymu Rustam Temirgalijew poinformował, że od godz. 10:30 został przywrócony ruch na granicy krymsko-ukraińskiej. W godzinach popołudniowych minister obrony Ukrainy Ihor Teniuch zapowiedział wycofanie niektórych jednostek (żołnierzy wraz z rodzinami) z Krymu. Wówczas jeden z oddziałów ukraińskich był już w trakcie ewakuacji. Z kolei dowódca jednostki w Eupatorii Władysław Kajczenko stwierdził, że żołnierze zostali pozostawieni sami sobie. Dodał również, że kontakt z Kijowem jest ograniczony oraz nie otrzymał żadnych rozkazów z dowództwa.
Wczesnym ranem 24 marca „Ukraińska Prawda” poinformowała, że Rosjanie zajęli jednostkę piechoty morskiej w Teodozji. Do szturmu doszło o godz. 4:00. Według mediów ukraińskich w ataku brały udział transportery opancerzone, a nad bazą krążyły helikoptery Mi-24 i Mi-8, z których dokonano desantu rosyjskich żołnierzy. W trakcie szturmu słychać było wystrzały i eksplozje. Po próbach negocjacji, Rosjanie zatrzymali żołnierzy ukraińskiej piechoty morskiej. Przed godz. 8:00 Selezniow poinformował, że aresztowano 60-80 Ukraińców i dodał: „są oni przetrzymywani w teodozyjskim porcie. Rosjanie grożą im sprawami karnymi”. Kilka godzin później p.o. prezydenta Ołeksandr Turczynow poinformował, że ukraińscy żołnierze dostali rozkaz opuszczenia Krymu. W godzinach popołudniowych agencja Interfax-Ukraina podała, że minister obrony Rosji Siergiej Szojgu przeprowadził inspekcję wojsk rosyjskich na Krymie. Ponadto mianował dezertera z ukraińskiej armii admirała Denisa Berezowskiego zastępcą dowódcy Floty Czarnomorskiej. Z kolei wieczorem poinformowano, że ukraiński okręt desantowy „Kostiantyn Olszanśkyj” został przejęty przez siły rosyjskie. Statek został zaatakowany z łodzi, z której żołnierze rosyjscy rzucali w jego stronę granatami i strzelali z broni palnej. 20-osobowa załoga schroniła się we wnętrzu jednostki. Okręt szturmowało ok. 200 ludzi.
24 marca minister spraw zagranicznych Rosji Siergiej Ławrow spotkał się w Hadze z ministrem spraw zagranicznych Ukrainy Andrijem Deszczycią. Podczas spotkania Ławrow zasugerował, że Rosja nie widzi innej możliwości rozwiązania konfliktu jak federalizacja Ukrainy, czyli „aby każdy region miał możliwość bezpośredniego wyboru swoich władz, ustawodawstwa i gubernatorów, miał prawo zaspokajać swoje potrzeby, prawa swoich obywateli w zakresie gospodarki, finansów, kultury, sfery socjalnej i prawa do kontaktów z regionami państw sąsiednich, czy to Polski, Litwy czy Federacji Rosyjskiej”. W odpowiedzi premier Ukrainy Arsenij Jaceniuk zasugerował, aby język ukraiński stał się drugim językiem urzędowym w Rosji oraz żeby Rosja zmieniła ustrój na konfederacyjny i wprowadziła 5–10 nowych języków urzędowych.
25 marca w godzinach wieczornych doszło do szturmu żołnierzy rosyjskich na trałowiec „Czerkasy”. Atak rozpoczął się o godz. 19:00 czasu lokalnego; wówczas nad okrętem pojawiły się dwa helikoptery Mi-35, natomiast sama jednostka została otoczona przez trzy szybkie łodzie z uzbrojonymi ludźmi. o 19:40 przedstawiciel Ministerstwa Obrony Władysław Selezniow poinformował, że na trałowiec weszła grupa szturmowa, natomiast załoga zabarykadowała się wewnątrz okrętu. Po godz. 20:00 „Ukraińska Prawda” poinformowała, że jednostka została zdobyta przez Rosjan, a marynarzy wzięto do niewoli. Podczas ataku nikt nie ucierpiał.
26 marca naczelnik Sztabu Generalnego armii rosyjskiej gen. Walerij Gierasimow poinformował, że zgodnie z ustaleniami z kijowskimi władzami, ukraińscy żołnierze i członkowie ich rodzin będą wywożeni z Krymu koleją. Ewakuowani wojskowi trafią do bazy wojskowej w miejscowości Nowoołeksijiwka, a stamtąd zostaną skierowani do nowych jednostek. Rosyjska agencja RIA Novosti podała, że półwysep chce opuścić ponad 4300 żołnierzy i 2200 członków ich rodzin. Z kolei ministerstwo obrony Ukrainy oświadczyło, że kwestia wyjazdu żołnierzy z Krymu nie została jeszcze uzgodniona. W godzinach popołudniowych p.o. prezydenta Ołeksandr Turczynow wydał dekret o zwolnieniu swojego stałego przedstawiciela na Krymie, Serhija Kunicyna, który 24 marca podał się do dymisji. Z kolei koordynator grupy „Informacyjny Opór” Dmytro Tymczuk podał, że Rosjanie przejęli już 51 okrętów z floty ukraińskiej, a marynarce wojennej pozostało jedynie dziesięć jednostek. W późnych godzinach popołudniowych Ołeksandr Turczynow powiedział, że dowódca Brygady Lotnictwa Taktycznego w Sewastopolu pułkownik Julij Mamczur został zwolniony z więzienia razem z pięcioma innymi wojskowymi.
28 marca minister obrony Rosji Siergiej Szojgu oświadczył, że wszystkie ukraińskie bazy na Krymie są pod kontrolą rosyjską. Dodał również, że wszyscy ukraińscy żołnierze, którzy pozostali wierni władzom w Kijowie, opuścili już półwysep. Ponadto prezydent Władimir Putin polecił ministrowi Siergiejowi Szojgu, aby przystąpił do przekazywania Ukrainie pozostawionego na Krymie uzbrojenia i sprzętu wojskowego (w tym okrętów wojennych i samolotów), należącego do ukraińskich jednostek, które nie przeszły na stronę armii rosyjskiej. Z kolei Ministerstwo Obrony Ukrainy oświadczyło, że ukraińscy żołnierze nadal przebywają na Krymie. Biuro prasowe ministerstwa podało, że: „negocjacje na temat wyjścia wojskowych, sprzętu i okrętów Sił Zbrojnych Ukrainy wciąż trwają, ostatecznych ustaleń jeszcze nie ma”.
Według danych strony ukraińskiej na 1 marca 2014 na Krymie pełniło służbę 13 468 wojskowych Sił Zbrojnych Ukrainy, w tym 4637 oficerów oraz 8831 sierżantów i szeregowych, z tej liczby wyjechało do Ukrainy kontynentalnej 3991 wojskowych (1649 oficerów oraz 2342 sierżantów i szeregowych). W tym czasie na Krymie pełniło służbę 1619 wojskowych podlegających Służbie Bezpieczeństwa Ukrainy, w tym 1235 oficerów oraz 384 pełniących służbę kontraktową, z tej liczby wyjechało do Ukrainy kontynentalnej 210 oficerów oraz 7 pełniących służbę kontraktową. Z podlegającego Ministerstwu Spraw Wewnętrznych Ukrainy tzw. wojska wewnętrznego z 2489 wojskowych wyjechało do Ukrainy kontynentalnej 1398 osób (każdy z 1265 szeregowych opuścił Krym, z 1224 oficerów opuściły Krym tylko 133 osoby). Z podlegającej Ministerstwu Spraw Wewnętrznych Ukrainy Służby Ochrony Granic Ukrainy z 1869 wojskowych (448 oficerów, 1421 sierżantów i szeregowych) Krym opuściło 479 wojskowych (226 oficerów, 253 sierżantów i szeregowych).
29 marca zjazd Tatarów krymskich w Bachczysaraju przyjął uchwałę „O realizacji przez naród Tatarów krymskich prawa do samookreślania się na swoim historycznym terytorium – na Krymie”. W wyniku tego ogłoszono rozpoczęcie politycznych i prawnych procedur mających na celu utworzenie narodowej i terytorialnej autonomii Tatarów na półwyspie. Tymczasem wiceminister obrony Ukrainy Leonid Polakow poinformował, że ⅓ żołnierzy ukraińskich na Krymie wyraziła chęć przejścia do armii rosyjskiej, ⅓ pozostania w wojsku ukraińskim, a ⅓ zamierza zwolnić się z armii. Oświadczył również, że dotychczas z półwyspu wyjechało ok. 400 żołnierzy.

### Kwiecień 2014
2 kwietnia obalony prezydent Ukrainy Wiktor Janukowycz podczas spotkania z grupą rosyjskich i zagranicznych dziennikarzy w Rostowie nad Donem wyraził ubolewanie z powodu przyłączenia Krymu do Federacji Rosyjskiej. W wywiadzie z agencją AP stwierdził, że oderwanie półwyspu od Ukrainy jest „wielką tragedią” i oświadczył, że gdyby mógł, to nigdy by do tego nie dopuścił.
7 kwietnia Ministerstwo Obrony Ukrainy poinformowało, że major Stanisław Karaczewskij, będący oficerem jednostki w bazie lotniczej Nowofedoriwka został śmiertelnie postrzelony przez rosyjskiego żołnierza. „Ukrainska Prawda” podała, że w nocy z 6 na 7 kwietnia doszło do kłótni pomiędzy żołnierzami ukraińskimi i rosyjskimi „na gruncie osobistej niechęci”, po której oficer został zastrzelony. Ponadto podczas incydentu został ciężko pobity drugi oficer Artiom Jermolenko, którego następnie zabrano do bazy w Sewastopolu.
11 kwietnia parlament anektowanego przez Rosję Krymu, uchwalił nową konstytucję. Ustawa zasadnicza, uchwalona przez 88 z 100 deputowanych zakłada, że Republika Krymu jest prawnym i demokratycznym państwem w składzie Federacji Rosyjskiej, z kolei stosunki Republiki Krymu z Federacją Rosyjską określa umowa. Na czele republiki Krymu będzie stał przewodniczący, wybierany przez parlament na okres pięciu lat. Przewodniczący republiki formuje rząd Republiki i podejmuje decyzję o dymisji rządu. Ma także prawo rozwiązać parlament Krymu w wypadkach, przewidzianych przez federalne ustawodawstwo i konstytucje podmiotów Federacji Rosyjskiej. Tymczasem resort finansów USA w reakcji na aneksję Krymu przez Rosję nałożył sankcje na siedmiu krymskich separatystów (w tym na Aleksieja Czałego i Rustama Temirgalijewa) oraz firmę gazową Czornomornaftohaz, mającą swoją siedzibę na półwyspie.

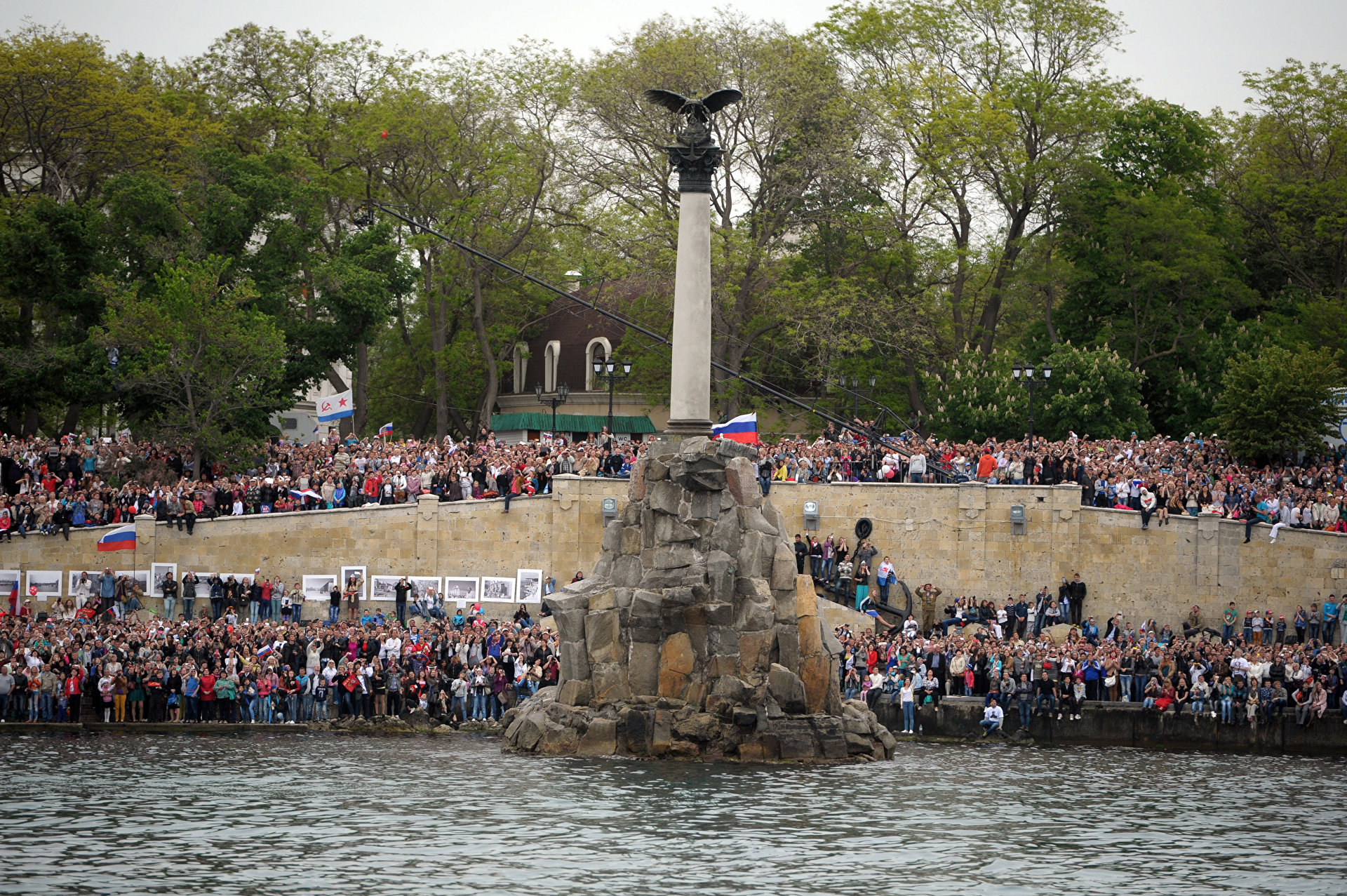
Prorosyjski wiec w Sewastopolu z 9 maja 2014

15 kwietnia ukraiński parlament przyjął ustawę o terytoriach okupowanych, związaną z aneksją Krymu przez Federację Rosyjską. Za terytoria okupowane uznano Autonomiczną Republikę Krymu, Sewastopol, przestrzeń powietrzną nad nimi oraz wody wewnętrzne i wody terytorialne wokół półwyspu. Dokument określa reguły podróżowania na półwysep krymski zarówno dla obywateli Ukrainy, jak i obywateli innych państw. Z kolei Komitet ds. Praw Człowieka ONZ opublikował specjalny raport, dotyczący głównie wydarzeń na Krymie. Według niego podstawą rosyjskiej interwencji na Krymie była dezinformacja. Komitet stwierdził, że „wykorzystywane w celu uzasadnienia działań Rosji informacje o atakach na etnicznych Rosjan na Ukrainie są fałszywe”, a „doniesienia o nacjonalistycznych ekstremistach są wykorzystywane do tworzenia atmosfery strachu”. Natomiast wiceminister obrony Rosji Anatolij Antonow poinformował, że Federacja Rosyjska wstrzymała przekazywanie Ukrainie przejętego na Krymie uzbrojenia i sprzętu wojskowego, aby uniemożliwić wykorzystanie go przeciwko ludności cywilnej we wschodniej i południowo-wschodniej Ukrainie.
17 kwietnia prezydent Rosji Władimir Putin po raz pierwszy przyznał, że na półwyspie krymskim były rosyjskie wojska przed i po referendum. Stwierdził, że ich „celem było zapewnienie warunków do prawidłowego głosowania” oraz dodał, że „nasi żołnierze byli przy boku lokalnych sił obrony. Postępowali prawidłowo i profesjonalnie”.
21 kwietnia kilku zamaskowanych mężczyzn zaatakowało siedzibę nieoficjalnej rady tatarskiej w Symferopolu. Powodem ataku była ukraińska flaga wisząca od kilku dni na budynku. Według Tatarów przebywających wówczas w budynku napastnicy użyli wobec nich siły i zapowiedzieli, że powrócą ponownie.

## Reakcje na świecie
25 marca 2014 kongres Rady Europy w wydanym przez siebie oświadczeniu potępił rosyjską aneksję Krymu, nie uznając przeprowadzonego na Krymie referendum. 26 marca na forum Rady Praw Człowieka ONZ 42 państwa przyjęły wspólne oświadczenie, wyrażając swoje wsparcie dla zachowania integralności terytorialnej Ukrainy, nieuznawanie referendum krymskiego, państwa te potępiły także aneksję Krymu przez Rosję i wyraziły zaniepokojenie losem Tatarów krymskich oraz aktywistów i dziennikarzy zaginionych na półwyspie. Wśród państw potępiających włączenie Krymu do Federacji Rosyjskiej na forum ONZ znalazły się m.in. Stany Zjednoczone, większość państw Unii Europejskiej, Kanada, Australia, Japonia czy Gruzja. Rezolucja Zgromadzenia Ogólnego ONZ nr 68/262 z 27 marca 2014 uznała przyłączenie Krymu za sprzeczne m.in. z Deklaracją Zasad Prawa Międzynarodowego z 24 października 1970 czy Aktem Końcowym KBWE z 1 sierpnia 1975. Rezolucja ta nie jest jednak prawnie wiążąca na mocy art. 25 Karty Narodów Zjednoczonych.

Reakcja międzynarodowej społeczności na kryzys krymski
Wezwanie do pokojowego rozwiązania konfliktu
Wsparcie integralności terytorialnej Ukrainy
Potępienie działań Rosji
Potępienie interwencji wojskowej Rosji
Wsparcie działań Rosji i/lub potępienie działań rządu ukraińskiego
«Rozpoznanie interesów wszystkich stron konfliktu»
Ukraina
Rosja
Stanowisko nieokreślone

Wyniki głosowania Zgromadzenia Ogólnego ONZ na temat integralności terytorialnej Ukrainy, 27 marca 2014
Za
Przeciw
Wstrzymali się od głosu
Nieobecni
Brak członkostwa w ONZ

| Wezwanie do pokojowego rozwiązania konfliktu Wsparcie integralności terytorialnej Ukrainy Potępienie działań Rosji Potępienie interwencji wojskowej Rosji Wsparcie działań Rosji i/lub potępienie działań rządu ukraińskiego «Rozpoznanie interesów wszystkich stron konfliktu» Ukraina Rosja Stanowisko nieokreślone |

| Za Przeciw Wstrzymali się od głosu Nieobecni Brak członkostwa w ONZ |

## Wpływ na gospodarkę
Aneksja Krymu spowodowała spadki na rosyjskiej giełdzie Moskowskaja Birża. 3 marca 2014 Indeks RTS zanotował spadek o ponad 10%, a wartość indeksu MICEX była niższa o 8,7%. Z kolei akcje Gazpromu spadły o 15%, Sbierbanku o 14%, a Łukoilu o 12%. Spadła także wartość rubla. Wieczorem 2 marca 2014 po raz pierwszy w historii kurs euro przekroczył 50 rubli. W związku z tym dzień później Centralny Bank Rosji, w celu złagodzenia spadku wartości rosyjskiej waluty zdecydował o sprzedaży 10 mld dolarów z rezerw walutowych. Minister energetyki Ukrainy Jurij Prodan zapewnił, że sytuacja na Krymie nie wpłynie na tranzyt gazu z Rosji do państw Unii Europejskiej. Z kolei Gazprom nie wykluczył zakłóceń w transferze gazu ziemnego.
Aleksiej Miller, prezes Gazpromu poinformował 7 marca, że tego dnia minął ostateczny termin opłaty za lutowe dostawy gazu na Ukrainę. Łącznie zadłużenie ukraińskiego Naftohazu względem rosyjskiego Gazpromu wynosi 1 miliard 890 milionów dolarów. Miller stwierdził także, że „Albo Ukraina spłaci zadłużenie i opłaci bieżące dostawy, albo pojawi się ryzyko powrotu do sytuacji z początku 2009 roku”. Gazprom ostrzegł tym samym, że jeśli szybko nie zostanie uregulowany dług, gaz z Rosji na Ukrainę przestanie płynąć. Z kolei 3 dni wcześniej Gazprom uznał, że Naftohaz nie wywiązuje się z zawartego na przełomie roku aneksu do umowy gazowej. Wówczas to strona ukraińska uzyskała preferencyjne warunki za cenę 1000 m³ gazu, z 400 dolarów spadła ona do 268,5 dolara. Nieterminowe i niepełne spłacanie należności przez Ukrainę spowodowało, że Gazprom oświadczył, iż z dniem 1 kwietnia stara stawka za gaz zostanie przywrócona.
Mając świadomość problemów finansowych z jakimi boryka się Ukraina, Komisja Europejska ogłosiła 5 marca przyznanie Ukrainie 11 mld euro w ramach pomocy finansowej. Dodatkowo Ukraina może też liczyć na kredyt z Międzynarodowego Funduszu Walutowego. Tego samego dnia minister finansów Ukrainy Ołeksandr Szłapak poinformował o rozpoczęciu oszczędności budżetowych. Rząd Ukrainy zdecydował o rezygnacji z 42 programów państwowych oraz wstrzymał realizację 82 projektów państwowych. Dodatkowo cięcia obejmą także instytucje państwowe. 10 marca Bank Światowy ogłosił, że przekaże Ukrainie 3 mld dolarów w 2014 roku na wspieranie reform. Trzy dni później Izba Reprezentantów Stanów Zjednoczonych zatwierdziła pakiet pomocy dla Ukrainy w postaci kredytu na sumę 1 mld dolarów. Z kolei Senat rozszerzył pakiet o kolejne 150 mln dolarów z przeznaczeniem na proces demokratyzacji Ukrainy oraz współpracę wojskową z USA i innymi krajami Europy Środkowej i Wschodniej. 19 marca 2014 Komisja Europejska zaproponowała dla Ukrainy dodatkowe wsparcie makroekonomiczne w wysokości 1,6 mld euro. Środki te zostaną przeznaczone na reformy ukraińskiej gospodarki. 27 marca Międzynarodowy Fundusz Walutowy podał, że udzieli Ukrainie kredytu w wysokości 14–18 mld dolarów. Oświadczył również, że pomoc MFW dla Ukrainy „może stać się częścią szerszego międzynarodowego wsparcia finansowego dla tego kraju, które w ciągu dwóch lat może wynieść 27 mld dolarów”.
13 marca 2014 Organizacja Współpracy Gospodarczej i Rozwoju (OECD) wstrzymała rozmowy akcesyjne z Rosją, trwające od 2007. Decyzja tej międzynarodowej organizacji ekonomicznej wywołała kolejne spadki na moskiewskiej giełdzie. Od początku 2014 moskiewska giełda straciła na wartości prawie 200 mld dolarów. Ponadto Bank Centralny ustalił najniższy w historii kurs rubla wobec dolara i euro (1 dolar = 36,4865 rubla oraz 1 euro = 50,5593 rubla). Wpływ na sytuację ekonomiczną Rosji miały sankcje wprowadzane przez banki z Unii Europejskiej, które nie przedłużały rosyjskim przedsiębiorstwom linii kredytowych oraz wstrzymały wspólne projekty.
     Rosja
     Państwa Unii Europejskiej, które nałożyły sankcje
     Państwa spoza Unii Europejskiej, które nałożyły sankcje

Mapa państw, które nałożyły sankcje na Rosję w następstwie aneksji Krymu w 2014 roku
Rosja
Państwa Unii Europejskiej, które nałożyły sankcje
Państwa spoza Unii Europejskiej, które nałożyły sankcje

Skutkiem nałożenia sankcji gospodarczych na Rosję było wstrzymanie świadczenia usług w zakresie transakcji płatniczych dla klientów banku Rossija, przez Visa i MasterCard. Sankcje z 20 marca 2014 zamroziły aktywa w USA 20 osób z kręgu Władimira Putina. Na liście byli m.in. Siergiej Iwanow i Aleksiej Gromow, odpowiednio przewodniczący i wiceprzewodniczący administracji prezydenta Rosji, Siergiej Naryszkin, przewodniczący niższej izby parlamentu, oraz Siergiej Mironow, były przewodniczący izby wyższej. Ponadto sankcje objęły kilku oligarchów oraz Bank Rossija. Dzień później, rosyjski premier Dmitrij Miedwiediew stwierdził, że Ukraina była winna Rosji 16 mld dolarów, w tym 11 mld dolarów za dostarczenie taniego gazu w zamian za dzierżawę bazy marynarki wojennej w Sewastopolu na Krymie, którą wypowiedziano, a także 3 mld dolarów za zakup ukraińskich obligacji oraz zaległe 2 mld dolarów na rzecz Gazpromu.
W I kwartale 2014 wzrost gospodarczy Rosji spadł do poziomu 0,8%, wobec wcześniejszych prognoz na poziomie 2,5%. W ocenie rosyjskiego ministra gospodarki Aleksieja Ulukajewa, przyczynami tego były trudna sytuacja międzynarodowa oraz odpływ kapitału.

## Badania opinii publicznej na zaanektowanym Krymie
Według badań Instytutu Gallupa, przeprowadzonych w czerwcu 2014 na terytorium anektowanego Krymu (zob. Krymski Okręg Federalny), 93,6% etnicznych Rosjan, i odpowiednio 68,4% Ukraińców, uznało, że referendum było ważne. Procent ogólny wyniósł 82,8%. Na pytanie, czy przyłączenie Krymu do Rosji polepszy jakość życia ankietowanych i ich rodzin, odpowiedzi potwierdzającej udzieliło 73,9% mieszkańców, a przeczącej – 5,5%.
Wiosną 2017 Gwendolyn Sasse z niemieckiego centrum ZOiS opublikowała badanie opinii publicznej, w którym brało udział 2 tys. mieszkańców Krymu (od 2016 części Południowego Okręgu Federalnego). Według Sasse wśród badanych było 67,8% Rosjan, 12% Tatarów krymskich, 7,5% Ukraińców. Na pytanie, czy badana osoba głosowała na referendum 2014 roku, 7,9% badanych odpowiedziało, że nie brali udziału (w tym wśród Tatarów krymskich 19,7%, wśród reszty ludności 5,9%). Na pytanie, czy teraz badana osoba chciałaby zagłosować inaczej niż w 2014 roku, 2,4% badanych odpowiedziało twierdząco, najwięcej badanych którzy chcieliby zmienić swoje zdanie było wśród Tatarów krymskich (4,7%), wśród reszty badanych zmieniło zdanie 1,9%.